# Polizei Niedersachsen
Die Polizei Niedersachsen ist die Landespolizei des deutschen Landes Niedersachsen. Sie verfügt über rund 27.000 Beschäftigte, davon ca. 19.300 Polizeibeamte. Geführt wird die niedersächsische Polizei vom Landespolizeipräsidium (LPP) als Abteilung des Niedersächsischen Ministeriums für Inneres, Sport und Digitalisierung.

## Auftrag

### Aufgaben
Übergeordneter Auftrag ist die Gewährleistung der öffentlichen Sicherheit und Ordnung. Als Strafverfolgungsbehörde hat sie Straftaten zu erforschen und die Verdunkelung dieser zu verhüten. Darüber hinaus besteht der gesetzliche Auftrag, Ordnungswidrigkeiten nach pflichtgemäßen Ermessen zu erforschen.
Eine weitere Kernaufgabe ist die Gefahrenabwehr im Bereich der inneren Sicherheit. Hierbei unterscheidet man im Wesentlichen zwischen konkreten und abstrakten Gefahren für die öffentliche Sicherheit oder Ordnung. Nach dem Gefahrenabwehrgesetz schreitet die Polizei auch zum Schutz privater Rechte ein, wenn gerichtlicher Schutz nicht rechtzeitig zu erlangen ist. Weiterhin leistet sie anderen Behörden auf Ersuchen Vollzugshilfe.
Im Rahmen der Verkehrsüberwachung regelt sie Verkehrsströme und hat eine tragende Rolle in der Notfallhilfe (Notruf). Ferner sorgt die Polizei in enger Kooperation mit Behörden für die Kriminalprävention, um bereits im Vorfeld mögliche Straftaten zu erkennen und zu verhindern.

### Rechtsgrundlagen
Für den Bereich der Gefahrenabwehr ergeben sich die Eingriffsbefugnisse der Polizei aus dem Polizeigesetz des Landes Niedersachsen in Form des Niedersächsischen Polizei- und Ordnungsbehördengesetzes (NPOG).
Die Ermächtigung für das Einschreiten zur Strafverfolgung ergibt sich aus der Strafprozessordnung (StPO).
Eine weitere Befugnis, zum Erforschen von Ordnungswidrigkeiten, ergibt sich aus dem § 53 des Ordnungswidrigkeitengesetzes (OWiG). Für das Bußgeldverfahren gelten nach § 46 OWiG die Vorschriften der Strafprozessordnung, was auch als „Transmissionsklausel“ oder „Transformationsklausel“ bezeichnet wird.
Diverse Befugnisse ergeben sich jedoch auch aus Verordnungen oder anderen Gesetzestexten wie zum Beispiel der Straßenverkehrsordnung (StVO). Beispielsweise darf jeder Polizeibeamte nach § 36 Absatz 5 StVO Verkehrsteilnehmer zur Verkehrskontrolle, einschließlich der Kontrolle der Verkehrstüchtigkeit und zu Verkehrserhebungen, anhalten.

## Organisation

### Ministerielle Führung
Die niedersächsische Polizei wird durch das Landespolizeipräsidium (LPP) im Niedersächsischen Ministerium für Inneres, Sport und Digitalisierung (MI) geführt. Das LPP ist eine Abteilung im Niedersächsischen Innenministerium, das von einem Präsidenten geleitet wird. Es ist die oberste Führungsstelle, die die Polizeiorganisation, ihr Personal, ihren Haushalt sowie ihre Technik steuert. Auch übt das LPP die Dienst- und grundsätzlich auch die Fachaufsicht über die ihm nachgeordneten Polizeibehörden aus.

### Polizeiorganisation
In Niedersachsen gibt es rund 500 Polizeidienststellen, die in ungefähr 1200 Objekten untergebracht sind. Es werden insgesamt rund 24.000 Bedienstete beschäftigt, von denen etwa 19.500 verbeamtet sind. Knapp 4.500 Mitarbeiter sind im Polizeiverwaltungsdienst tätig oder als Beschäftigte angestellt. Seit der Abschaffung des mittleren Dienstes werden in Niedersachsen ausschließlich Beamte im gehobenen und höheren Dienst beschäftigt und ausgebildet.

#### Polizeidirektionen und Dienststellen
Dem Landespolizeipräsidium sind die sechs regionalen Polizeidirektionen Hannover, Braunschweig, Göttingen, Osnabrück, Oldenburg und Lüneburg unterstellt. Die Direktionen dienen als übergeordnete Aufsichtsbehörde für die in der Fläche befindlichen Polizeiinspektionen (PI) und Zentralen Kriminalinspektionen (ZKI). In Hannover untersteht der Zentrale Kriminaldienst (ZKD) samt integrierter Zentraler Kriminalinspektion als Sonderfall direkt der Polizeidirektion. Jeder übrigen Polizeidirektion ist die Zentrale Kriminalinspektion direkt untergeordnet. Den Polizeidirektionen sind insgesamt 31 Polizeiinspektionen nachgeordnet, bei denen wiederum der Zentrale Kriminaldienst sowie der Einsatzbereich angegliedert sind. Die Zentrale Kriminalinspektion ermittelt in speziellen Kriminalitätsbereichen (Organisierte Kriminalität, Korruption, Banden- und Wirtschaftskriminalität) und übernimmt Fälle von besonderem Interesse. Der Zentrale Kriminaldienst unterteilt sich in mehrere Fachkommissariate, die sich ebenfalls auf verschiedene Delikte und Kriminalitätsphänomene spezialisiert haben.
| - PD Braunschweig - PI Braunschweig - PI Gifhorn - PI Goslar - PI Salzgitter/Peine/Wolfenbüttel - PI Wolfsburg/Helmstedt - ZKI Braunschweig - PD Göttingen - PI Göttingen - PI Hameln-Pyrmont/Holzminden - PI Hildesheim - PI Nienburg/Schaumburg - PI Northeim - ZKI Göttingen | - PD Hannover - PI Besondere Dienste - PI Burgdorf - PI Garbsen - PI Hannover - ZKD Hannover - PD Lüneburg - PI Celle - PI Harburg - PI Lüneburg/Lüchow-Dannenberg/Uelzen - PI Rotenburg - PI Heidekreis (ehemals Soltau-Fallingbostel) - PI Stade - ZKI Lüneburg | - PD Oldenburg - PI Cuxhaven (bis Dez. 2013 Cuxhaven/Wesermarsch) - PI Cloppenburg/Vechta - PI Delmenhorst/Oldenburg-Land/Wesermarsch (bis Dez. 2013 Delmenhorst/Oldenburg-Land) - PI Diepholz - PI Oldenburg-Stadt/Ammerland - PI Verden/Osterholz - PI Wilhelmshaven/Friesland - Wasserschutzpolizeiinspektion (WSPI) - ZKI Oldenburg - PD Osnabrück - PI Aurich/Wittmund - PI Emsland/Grafschaft Bentheim - PI Leer/Emden - PI Osnabrück - ZKI Osnabrück |

Weiterhin sind den Polizeiinspektionen landesweit 93 Polizeikommissariate (PK) untergeordnet, welche zusätzlich eine oder mehrere der insgesamt 374 Polizeistationen (PSt) in Niedersachsen leiten. Die Polizeiinspektionen sind auf Ebene der Landkreise, Städte und Gemeinden die höchsten zuständigen Polizeibehörden innerhalb eines regional begrenzten Zuständigkeitsbereiches.
Polizeikommissariate und je nach Region und Größe auch Polizeistationen, besitzen eigene Kriminal- und Ermittlungsdienste. Sie übernehmen die Ermittlungsarbeit in weniger komplexen Fällen. Außerdem existieren weiterhin vier Autobahnpolizeikommissariate (PK BAB), die Wasserschutzpolizei Niedersachsen mit Leitstelle in Cuxhaven und vier Wasserschutzpolizeistationen (WSPSt) im Bereich der Nordseeküste in Wilhelmshaven, Emden, Brake und Stade. Zusätzlich bestehen vier Wasserschutzpolizeistationen im Binnenland bei den Polizeidirektionen Göttingen, Hannover, Lüneburg und Osnabrück. Eine Besonderheit ist, dass es in Niedersachsen weitere Autobahndienststellen gibt, die organisatorisch jedoch nicht als eigenes Polizeikommissariat BAB aufgebaut sind. In diesen Fällen bilden sie in der Regel einen Teil des Einsatz- und Streifendienstes der jeweils zuständigen Polizeiinspektion. Beispiel hierfür ist der Einsatz- und Streifendienst BAB in Sittensen, der für eine Strecke von rund 57 Kilometern entlang der Hansalinie zwischen den Städten Hamburg und Bremen zuständig ist.

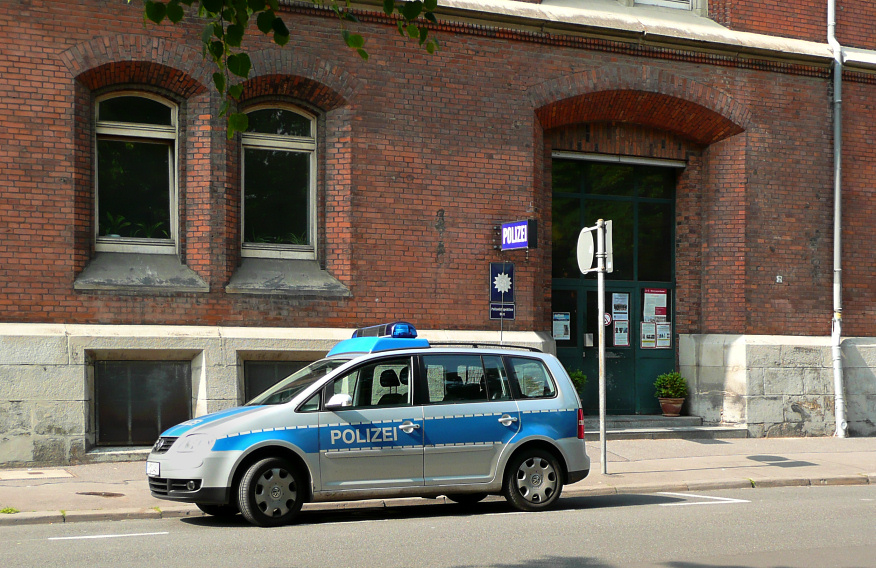
Polizeiinspektion am Welfenplatz in Hannover
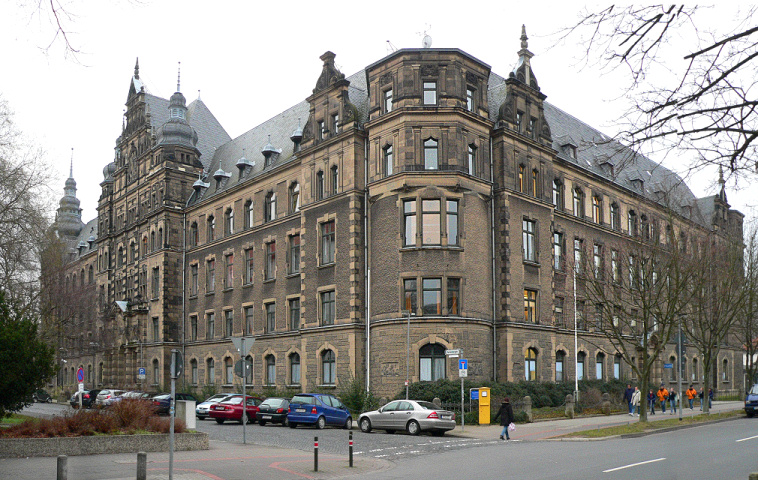
Dienstgebäude der Polizeidirektion Hannover, 1903 als Polizeipräsidium errichtet
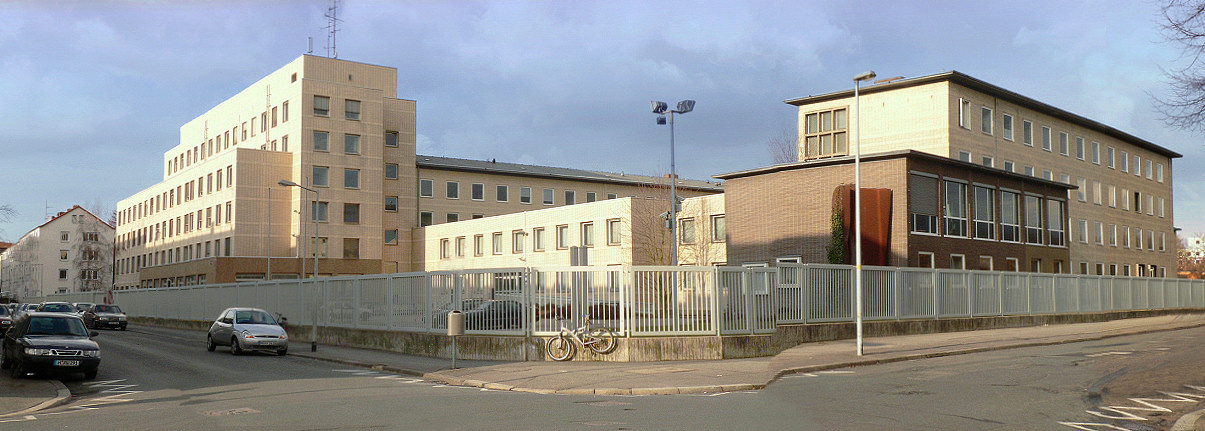
Ehemaliges Hauptgebäude des Landeskriminalamtes Niedersachsen in Hannover
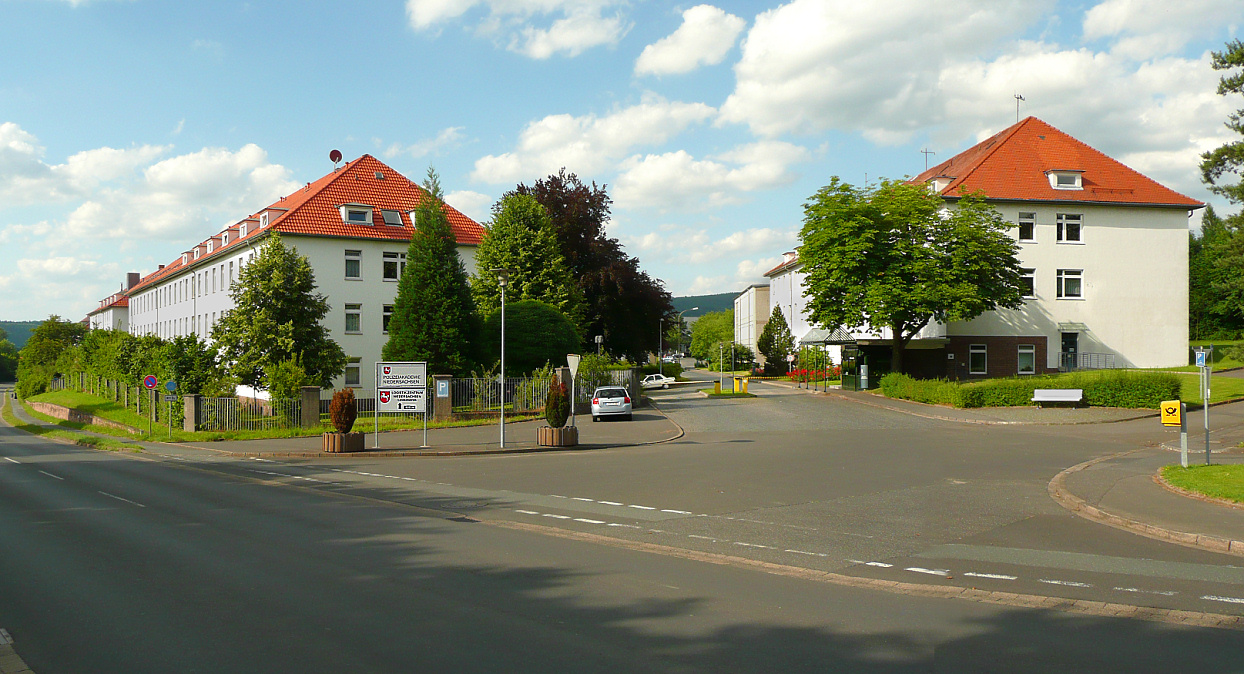
Polizeiakademie Niedersachsen am Standort Hann. Münden
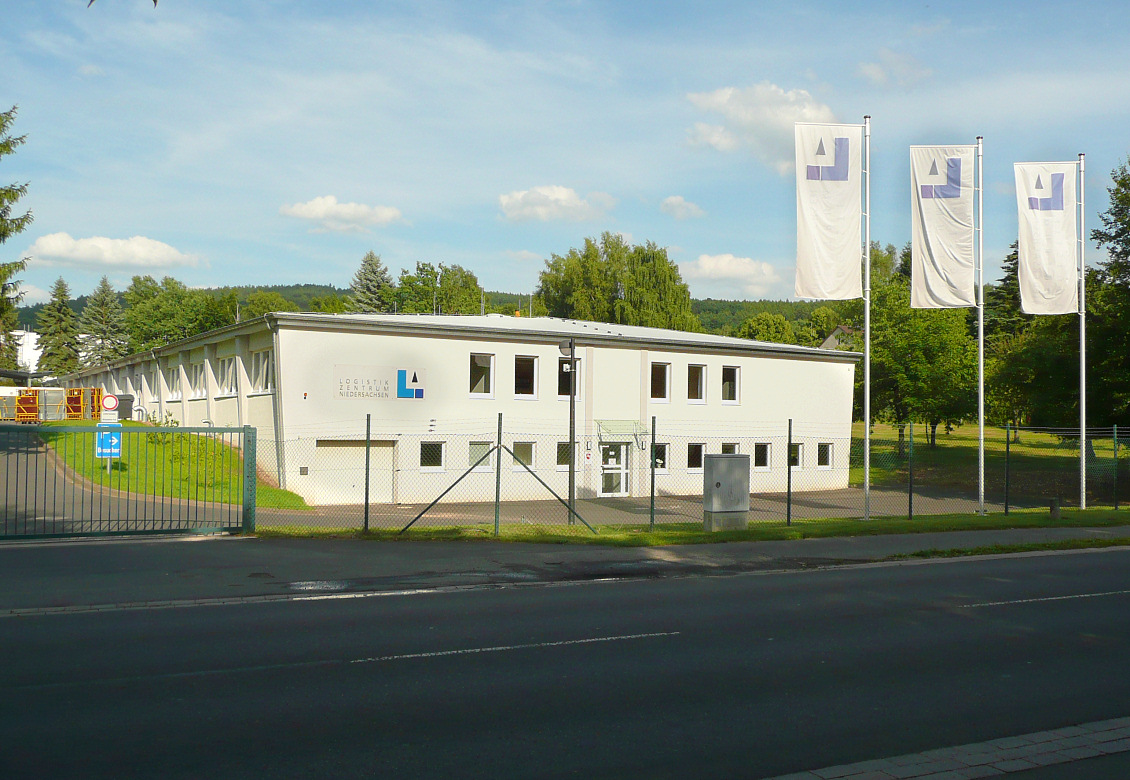
Logistik Zentrum Niedersachsen in Hann. Münden

#### Zentrale Polizeidirektion Niedersachsen

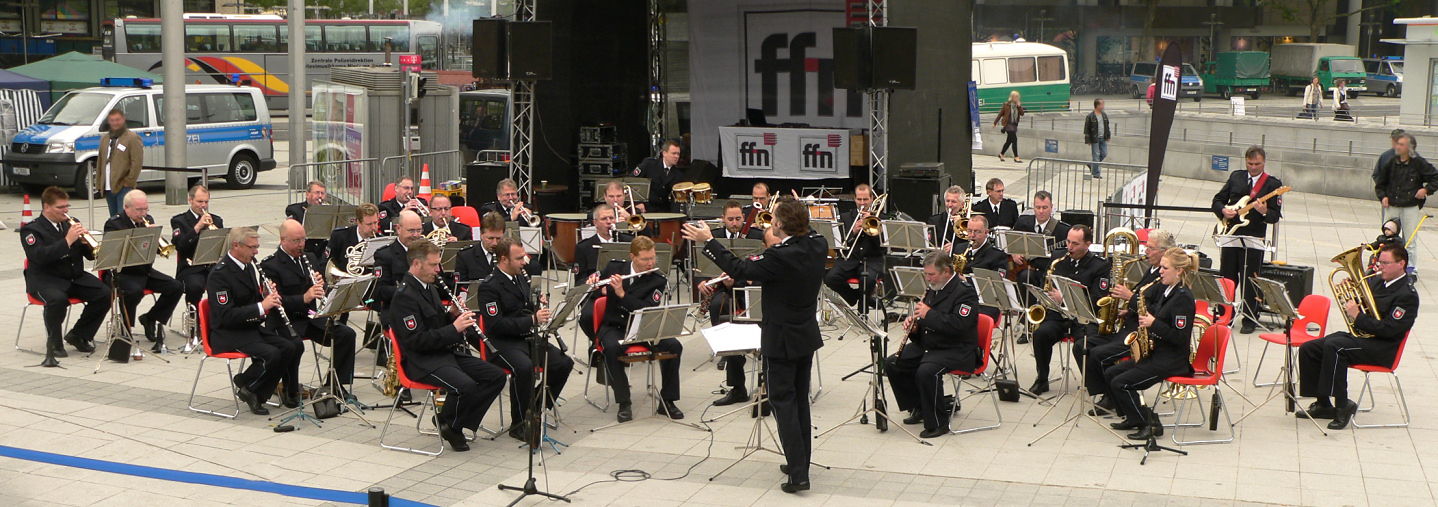
Auftritt des Polizeiorchesters Niedersachsen

Die Zentrale Polizeidirektion Niedersachsen (ZPD NI) mit Sitz in Hannover ist dem Landespolizeipräsidium (LPP) direkt untergeordnet. Neben der Bereitschaftspolizei samt Technischer Einsatzeinheit (TEE) sind bei der ZPD unter anderem das Zentrale Diensthundwesen (ZDHW), die Polizeihubschrauberstaffel Niedersachsen (PHuStN), das Polizeiorchester Niedersachsen sowie die Autorisierte Stelle Digitalfunk Niedersachsen (ASDN) zur Verwaltung und Überwachung des Digitalfunks angegliedert.

#### Landeskriminalamt
Das Landeskriminalamt Niedersachsen (LKA NI) mit Sitz in Hannover ist die Zentralstelle für Aufgaben der Kriminalitätsbekämpfung in Niedersachsen. Es unterstützt die Polizeidienststellen auf dem Gebiet der Strafverfolgung sowie Gefahrenabwehr. Neben der Ermittlungsübernahme bei Fällen von besonderem Interesse ist das Landeskriminalamt unter anderem für die nationale und internationale Zusammenarbeit mit Behörden außerhalb Niedersachsens sowie kriminalwissenschaftliche- und technische Untersuchungen zuständig.

#### Polizeiakademie Niedersachsen
Die Polizeiakademie Niedersachsen (PA) mit Sitz in Nienburg/Weser ist seit 2007 die zentrale Bildungseinrichtung der Polizei Niedersachsen. Sie ist primär für die Nachwuchsgewinnung, die Einstellung in den Polizeidienst sowie für die Aus-, Fort- und Weiterbildung der Mitarbeiter zuständig. Neben dem Studienort in Nienburg/Weser bildet die Einrichtung Polizeibeamte im Vorbereitungsdienst in Hann. Münden und Oldenburg aus. Bewerber für den höheren Dienst (Führungskräfte) werden im ersten Studienjahr ebenfalls an der PA ausgebildet, bevor sie für das zweite Studienjahr an die Deutsche Hochschule der Polizei in Münster (Nordrhein-Westfalen) wechseln. Weitere Fortbildungsstandorte befinden sich in Lüchow (Wendland) und Hannover. Das Polizeimuseum Niedersachsen gehört organisatorisch ebenfalls zur Polizeiakademie Niedersachsen.

#### Spezialeinheiten
Bei der Polizei Niedersachsen gibt es ein Spezialeinsatzkommando (SEK) mit jeweils einem Standort in Hannover und Oldenburg (seit 2019) sowie mehrere Mobile Einsatzkommandos (MEK). Dabei untersteht jeder der sechs Polizeidirektionen mindestens ein MEK. Auch das Landeskriminalamt Niedersachsen besitzt ein MEK. Grundsätzlich sind die Spezialeinheiten strukturiert und in weitere speziell ausgebildete Gruppen und Bereiche wie beispielsweise das Präzisionsschützenkommando (PSK) oder Observationsgruppen untergliedert. Der Einsatz des SEK Niedersachsen obliegt einem Zustimmungsvorbehalt des Lagezentrums des Ministeriums für Inneres, Sport und Digitalisierung. Polizeieinheiten mit speziellen Aufgabenbereichen wie die Beweissicherungs- und Festnahmeeinheit (BFE) sind als Teil der Bereitschaftspolizei der ZPD NI keine Spezialeinheiten im engeren Sinne, sondern zählen zu den Spezialkräften mit besonderer Ausbildung.

## Polizeiliche Kriminalstatistik
Das Ministerium für Inneres, Sport und Digitalisierung stellt jährlich die polizeiliche Kriminalstatistik (PKS) für die im Vorjahr erhobenen Daten durch die Polizei Niedersachsen vor. Herausgegeben wird die PKS durch das Landeskriminalamt Niedersachsen.
2012 betrug die Aufklärungsquote bei Straftaten 60,99 %, was einen hohen Wert und einem gegenüber dem Vorjahr geringfügig gefallenen Wert darstellt. 2012 war die Anzahl der ermittelten Tatverdächtigen rückläufig gegenüber dem Jahr 2011, während die Fallzahlen anstiegen. Die Fallzahlen bei der Internetkriminalität mit 4746 Taten fielen gegenüber dem Vorjahr leicht, sind aber auf einem hohen Niveau. Die Polizei hat sich auf diese Kriminalitätsentwicklung mit der Einrichtung der Zentralstelle Internetkriminalität beim Landeskriminalamt Niedersachsen im Jahre 2009 und polizeiinterner Fortbildung eingerichtet.
Bei den vorsätzlichen Straftaten gegen das Leben (Mord, Totschlag) gab es 2011 insgesamt 385 Fälle (2012: 339), von denen 98 % aufgeklärt werden konnten. Dies war der drittniedrigste Stand seit dem Jahre 2001.
Die Kriminalitätsbelastung stieg 2012 bei 7041 Straftaten pro 100.000 Einwohner (sogenannte Häufigkeitsziffer) gegenüber dem Vorjahr 2011 mit 6947 leicht an.
Im Jahr 2022 nahm die Zahl der polizeilich registrierten Straftaten im Vergleich zu 2019 um 3,44 % zu. Mit einer Aufklärungsquote von fast 62 Prozent lag Niedersachsen im bundesweiten Vergleich auf einem hohen Niveau. Die Ermittlungsverfahren zu vorsätzlich begangenen Straftaten gegen das Leben betrug in diesem Jahr 395. Davon konnten 353 Fälle (89,37 %) aufgeklärt werden.
2023 nahm die Kriminalität in Niedersachsen gegenüber dem Vorjahr zu. Es wurden landesweit 553.202 Fälle polizeilich erfasst, was einen Anstieg von rund 6 % gegenüber dem Jahr 2022 bedeutet. Die Polizei Niedersachsen konnte 345.832 Delikte aufklären, was eine relative Veränderung von +6,91 % zum Vorjahr darstellt. Die Aufklärungsquote lag damit bei 62,51 %.
| Jahr | Fallzahlen | aufgeklärt | AQ      | Tatverdächtige |
| 1998 | 567.871    | 284.649    | 50,13 % | 201.627        |
| 1999 | 547.902    | 275.345    | 50,25 % | 199.791        |
| 2000 | 564.469    | 299.629    | 53,08 % | 210.853        |
| 2001 | 566.896    | 298.594    | 52,67 % | 209.948        |
| 2002 | 608.467    | 324.142    | 53,27 % | 224.008        |
| 2003 | 593.616    | 317.598    | 53,50 % | 229.455        |
| 2004 | 587.252    | 316.577    | 53,91 % | 225.000        |
| 2005 | 601.557    | 335.197    | 55,72 % | 236.712        |
| 2006 | 603.597    | 335.101    | 55,52 % | 234.851        |
| 2007 | 607.075    | 345.192    | 56,86 % | 239.714        |
| 2008 | 589.967    | 345.331    | 58,53 % | 237.406        |
| 2009 | 590.233    | 353.936    | 59,97 % | 242.350        |
| 2010 | 582.547    | 366.494    | 62,91 % | 233.063        |
| 2011 | 552.257    | 339.186    | 61,42 % | 223.419        |
| 2012 | 557.219    | 339.863    | 60,99 % | 220.124        |
| 2022 | 523.996    | 323.482    | 61,73 % | 214.404        |
| 2023 | 553.202    | 345.832    | 62,51 % | 227.596        |
| 2024 | 529.264    | 332.223    | 62,77 % | 222.239        |

## Dienstbekleidung

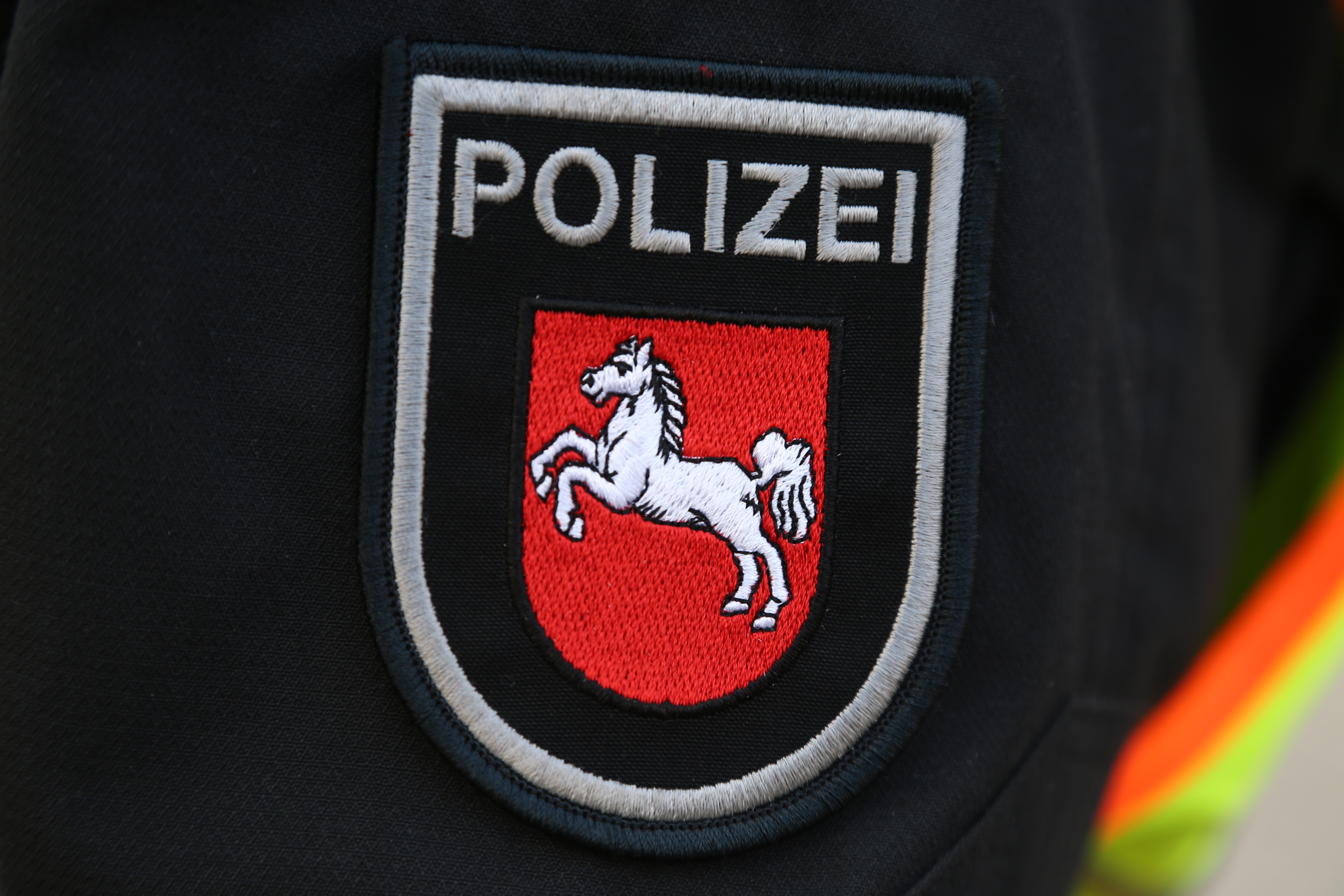
Das 2006 eingeführte Ärmelabzeichen der Polizei Niedersachsen

Die Beschaffung der Dienstbekleidung erfolgt über das Logistik Zentrum Niedersachsen (LZN) mit Sitz in Hann. Münden. Das LZN ist als Landesbetrieb für Ausstattung und Ausrüstung der Polizei dem Niedersächsischen Innenministerium unterstellt.
Nach der Einführung der blauen Uniform ab 2005 wurden neben den klassischen Uniformteilen wie Hemd und Bluse, Strickpullover, Cargohose und Jacken weitere Kleidungsstücke für den Dienstgebrauch eingeführt. Dies sind unter anderem Poloshirts, Softshelljacken mit aktiver Beleuchtung durch LED-Streifen, Baseballcaps, Funktionsjacken sowie elastische Funktionshosen. Die Trageweise von Dienst- und Zivilkleidung ist durch Erlass geregelt.
Für den Erwerb der Uniform erhalten Polizeibeamte ein Bekleidungsbudget, dessen Höhe
sich nach der Tätigkeit richtet. Bei Außendienst waren dies 2023 jährlich 300 Euro, bei Innendienst 210 Euro. Beamte im Kriminaldienst erhielten 2023 für Bekleidung ein jährliches Budget in Höhe von 60 Euro.

### Uniformentwicklung
Bis 1976 war die Polizeiuniform blau/grau. Danach wurde die moosgrün und beige Uniform eingeführt, die der Modeschöpfer Heinz Oestergaard 1974 entworfen hatte. 2005 wurde in Niedersachsen damit begonnen, bei Polizeiuniformen auf die europäische Polizeifarbe Blau umzustellen. Die neue, blaue Uniform entspricht im Wesentlichen dem Modell, das vom Designer Luigi Colani und der Modefirma Tom Tailor für die Hamburger Polizei geschaffen wurde. In Niedersachsen wurde die Umstellung auf das Hamburger Uniformmodell Ende 2008 kostenneutral abgeschlossen.

## Dienstausweis

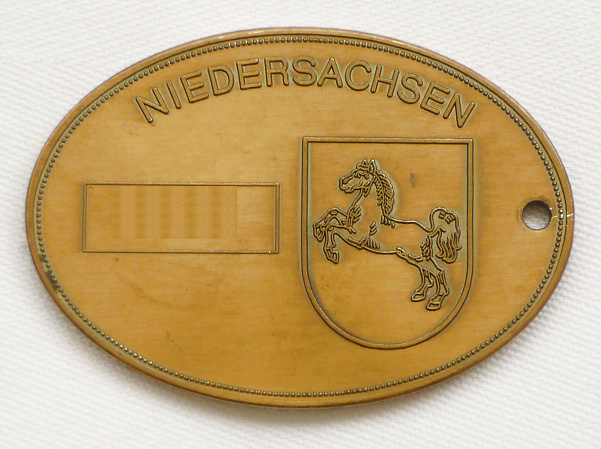
Niedersächsische Kriminaldienstmarke mit Landeswappen Sachsenross

Im Jahr 2021 löste der elektronische Polizeidienstausweis (eDA) den grünen Dienstausweis in Papier ab. Lediglich Anwärter der Polizeiakademie Niedersachsen erhalten im Rahmen ihres Vorbereitungsdienstes weiterhin den grünen Papierausweis. Der neue Ausweis unterscheidet zwischen Polizeivollzug und Polizeiverwaltung. Der Dienstausweis wurde ab 2018 von der Zentralen Polizeidirektion entwickelt und verfügt über diverse Sicherheitsmerkmale sowie einen integrierten RFID-Chip. Sowohl zivile als auch uniformierte Bedienstete sind per Runderlass dazu gehalten, den elektronischen Dienstausweis auf Verlangen von Betroffenen vorzuweisen, müssen diesen jedoch nicht aushändigen.

## Ausrüstung

### Kraftfahrzeuge

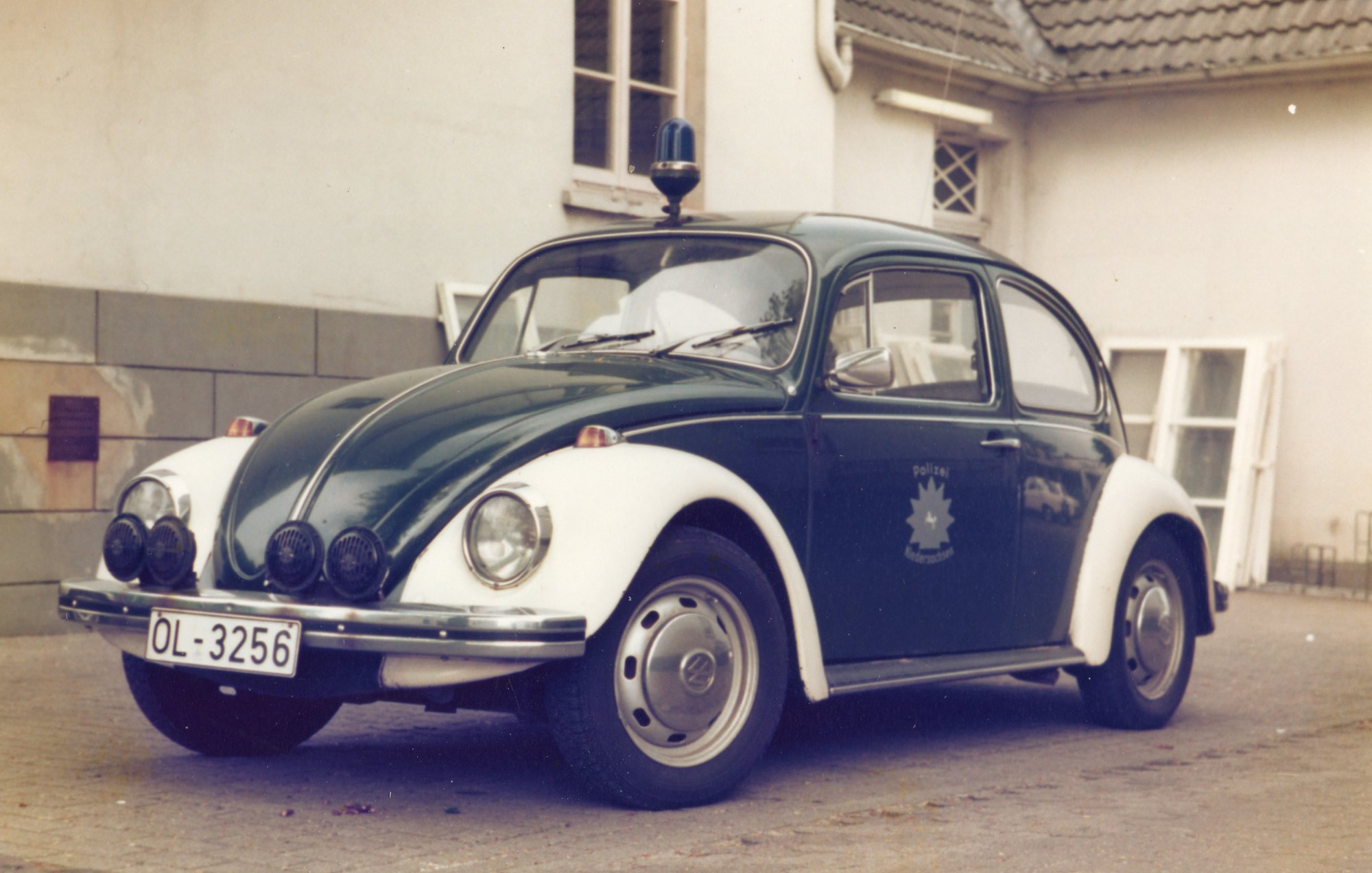
Funkstreifenwagen VW Käfer der Niedersächsischen Schutzpolizei, 3. Polizeirevier Oldenburg-Osternburg, ca. 1978

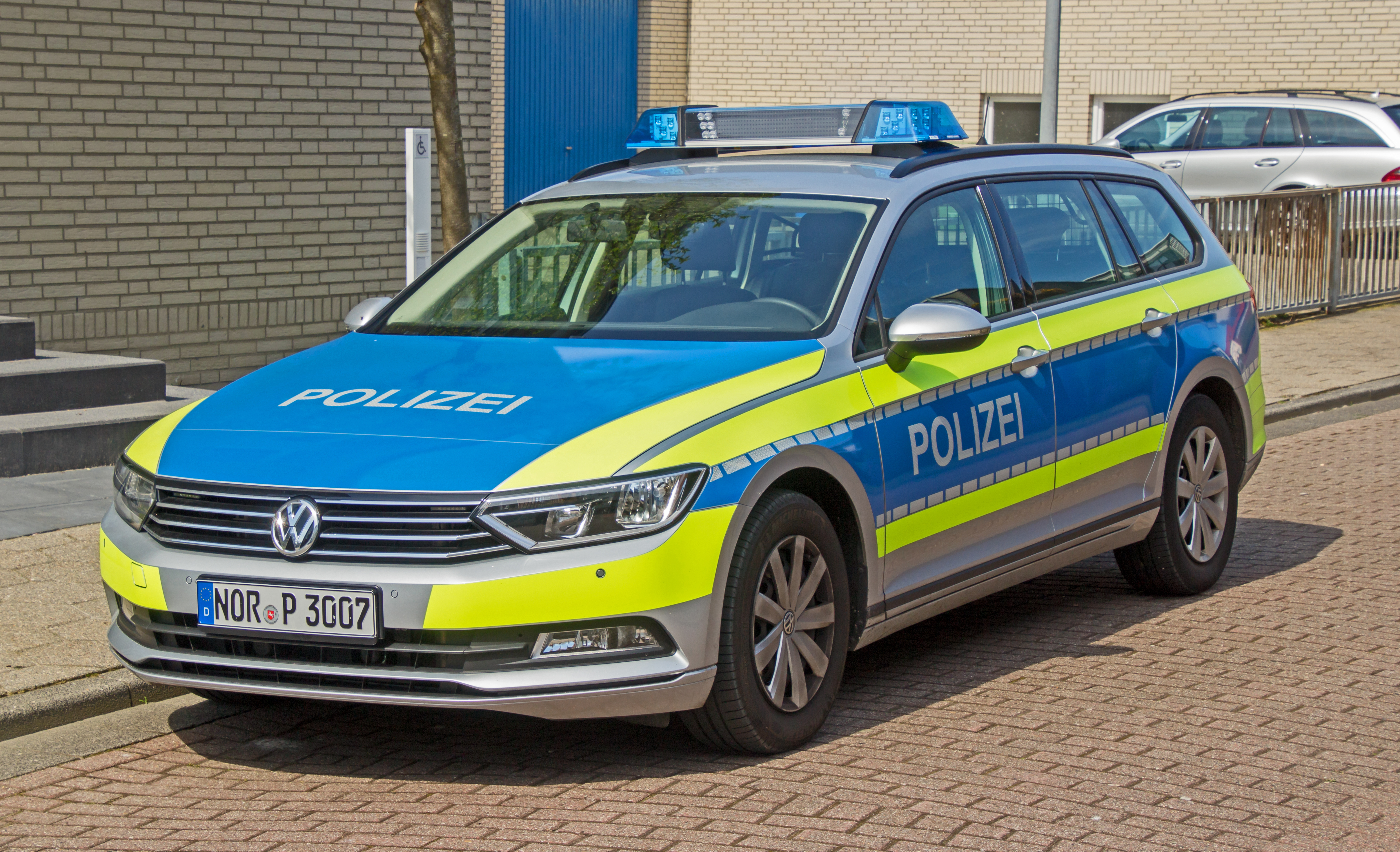
Streifenwagen VW Passat Variant

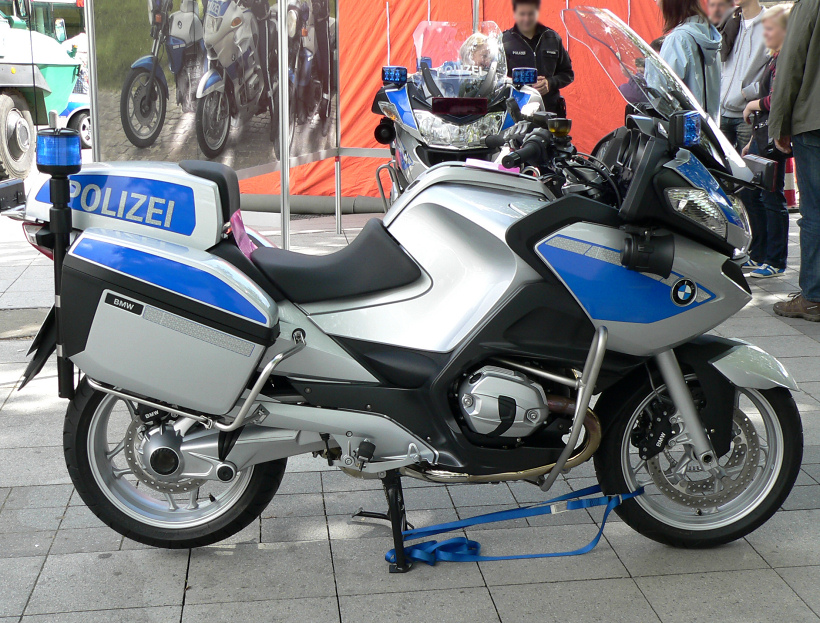
Polizeimotorrad BMW R 900 RT

Die Polizei Niedersachsen verfügt über rund 4550 Polizeifahrzeuge mit einer Gesamtfahrleistung von etwa 90 Millionen Kilometern pro Jahr (Stand 2019). Ab 2009 wurde der Fuhrpark für 23 Mio. Euro mit 1000 neuen Fahrzeugen verjüngt.
Als Streifenwagen werden überwiegend Fahrzeuge der Marken Audi, Mercedes-Benz und Volkswagen beschafft, vereinzelt auch Modelle anderer Hersteller wie zum Beispiel Škoda. Aktuell sind häufig die Modelle Audi A6, Mercedes-Benz E-Klasse, VW Passat und VW Touran im Einsatz.
Die Polizeimotorräder stammen von den Herstellern BMW und Yamaha, außerdem werden Elektromotorräder der Marke Zero Motorcycles eingesetzt.
Zu den seit 2009 beschafften Fahrzeugen zählen auch Großraumfunkstreifenwagen des Typs VW T5. Sie sollen multifunktional als Streifenwagen, mobile Polizeistation oder zum Transport von Einsatzkräften genutzt werden. Hinzu kommen 30 Fahrzeuge des Typs VW-Bus T 5 mit verbesserter Tatorttechnik, mit denen die 30 Fachkommissariate für Kriminaltechnik in Niedersachsen ausgestattet werden.
Die Hundertschaften der Bereitschaftspolizei nutzen hauptsächlich die vom Bund gestellten Fahrzeuge, hierunter fallen Fahrzeuge der Marken BMW, Fiat, Ford, Mercedes-Benz und Volkswagen, vereinzelt auch Fahrzeuge der Marke Opel. Die Technische Einsatzeinheit (TEE) der Bereitschaftspolizei verfügt u. a. über Licht- und Funkmastfahrzeuge, Lastkraftwagen (z. B. zum Transport von Absperrgittern), Zug- und Arbeitsmaschinen des Modells Unimog, Gerätewagen und Tauchereinsatzfahrzeuge. Im sogenannten Wasserwerfer- und Sonderwagenzug sind der Wasserwerfer 9000, dessen Nachfolgemodell Wasserwerfer 10000 sowie der Sonderwagen 4 im Einsatz.
Seit der Abschaffung der Behördenkennzeichen tragen die niedersächsischen Polizeifahrzeuge Standardkennzeichen aus den jeweiligen Zulassungsbezirken, in denen die Polizeidienststellen liegen. Die Erkennungsbuchstaben auf den Kennzeichen richten sich dabei häufig nach der polizeilichen Abkürzung der Behörde, zu der das Fahrzeug gehört. So steht beispielsweise ein Fahrzeug mit dem amtlichen Kennzeichen „STD-PI XXX“ für ein Fahrzeug aus dem Fuhrpark der Polizeiinspektion Stade oder ein Fahrzeug mit dem Kennzeichen „LG-PD XXX“ für ein Behördenfahrzeug der Polizeidirektion Lüneburg. Da es sich nicht um reservierte Behördenkennzeichen handelt, können auch Kraftfahrzeuge von Privatpersonen mit den Erkennungsbuchstaben und eigener Zahlenreihenfolge zugelassen sein.
Farbgebung
Im Zuge der Farbumstellung von grün zu blau werden neue Einsatzfahrzeuge in der Farbgebung blau-silber bzw. blau-weiß beschafft. Die ersten blau-silbernen Streifenwagen wurden Anfang 2005 der Polizei Niedersachsen übergeben. Ältere Fahrzeuge in grüner Farbgebung werden nach und nach umlackiert bzw. neu foliert.
Gemäß einer Studie zur „Verbesserung der Erkennbarkeit von Streifenfahrzeugen auf Bundesautobahnen und autobahnähnlich ausgebauten Straßen“ (VESBA-Studie) werden vor allem bei Autobahn- und Verkehrseinheiten eingesetzte Streifenwagen mit einer signalgelben Zusatzbeklebung ausgerüstet, die die Sichtbarkeit der Fahrzeuge im Straßenverkehr erhöhen soll.
Ebenfalls soll eine bundesweite Umstellung der Farbgebung von Sonderfahrzeugen (z. B. Wasserwerfer und Sonderwagen) mit einer blau-grauen Lackierung erreicht werden, die vom neu eingeführten Wasserwerfer 10000 adaptiert wurde. Zuvor waren Sonderfahrzeuge meist komplett grün lackiert.

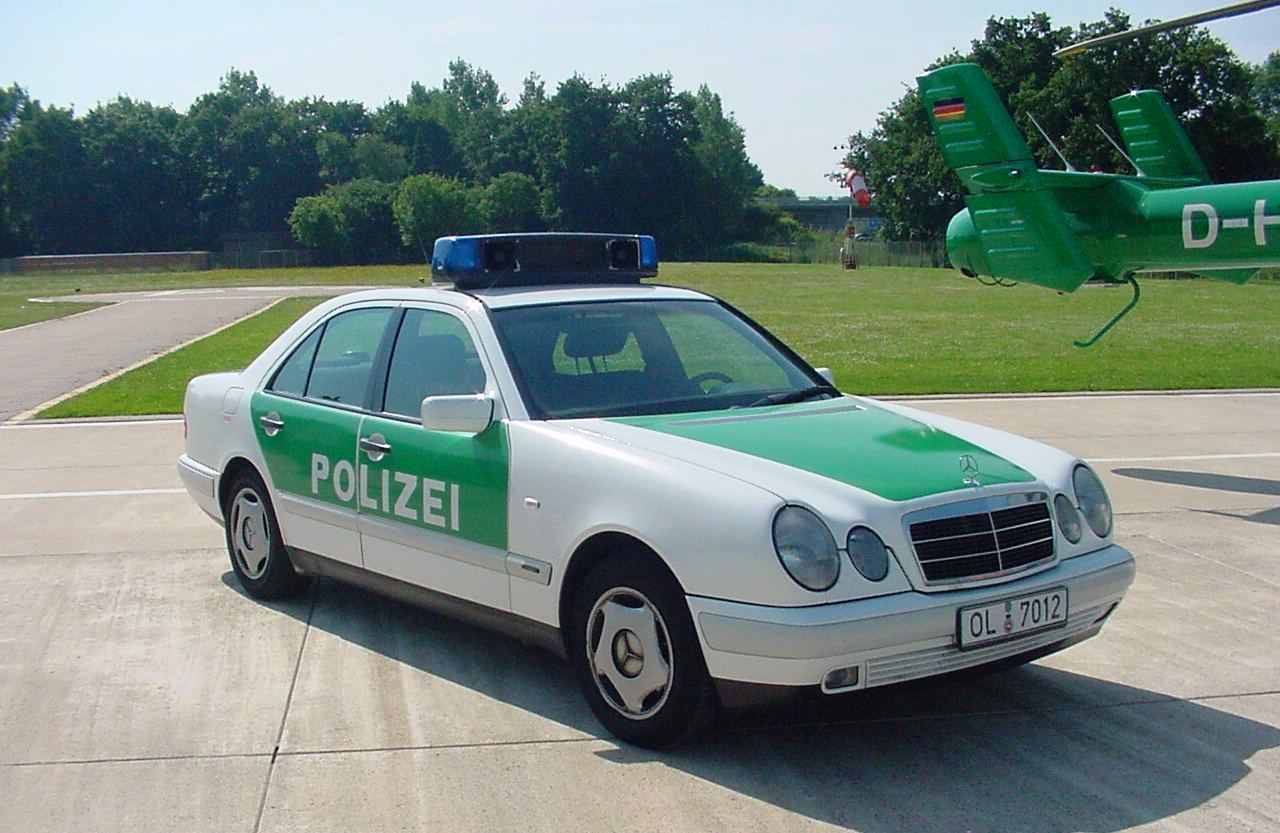
Umstellung der Farbgebung von grün-weiß …
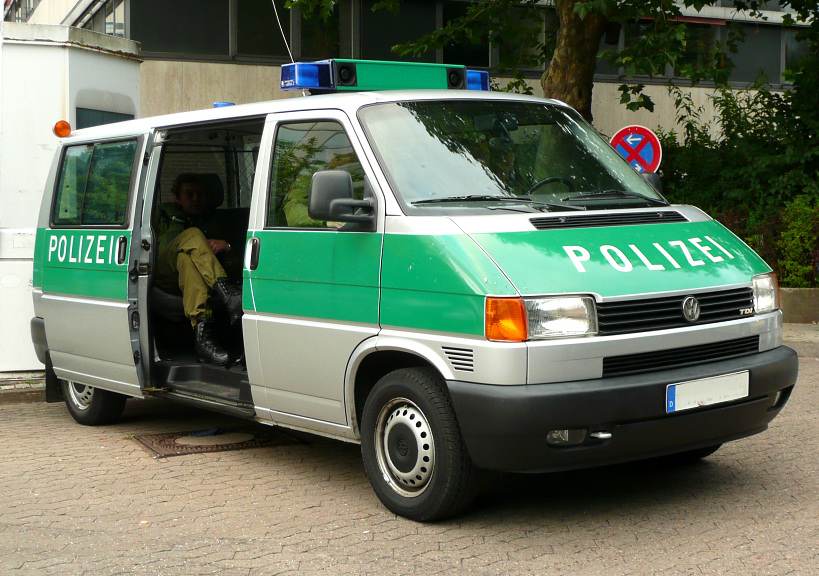
… über grün-silber …
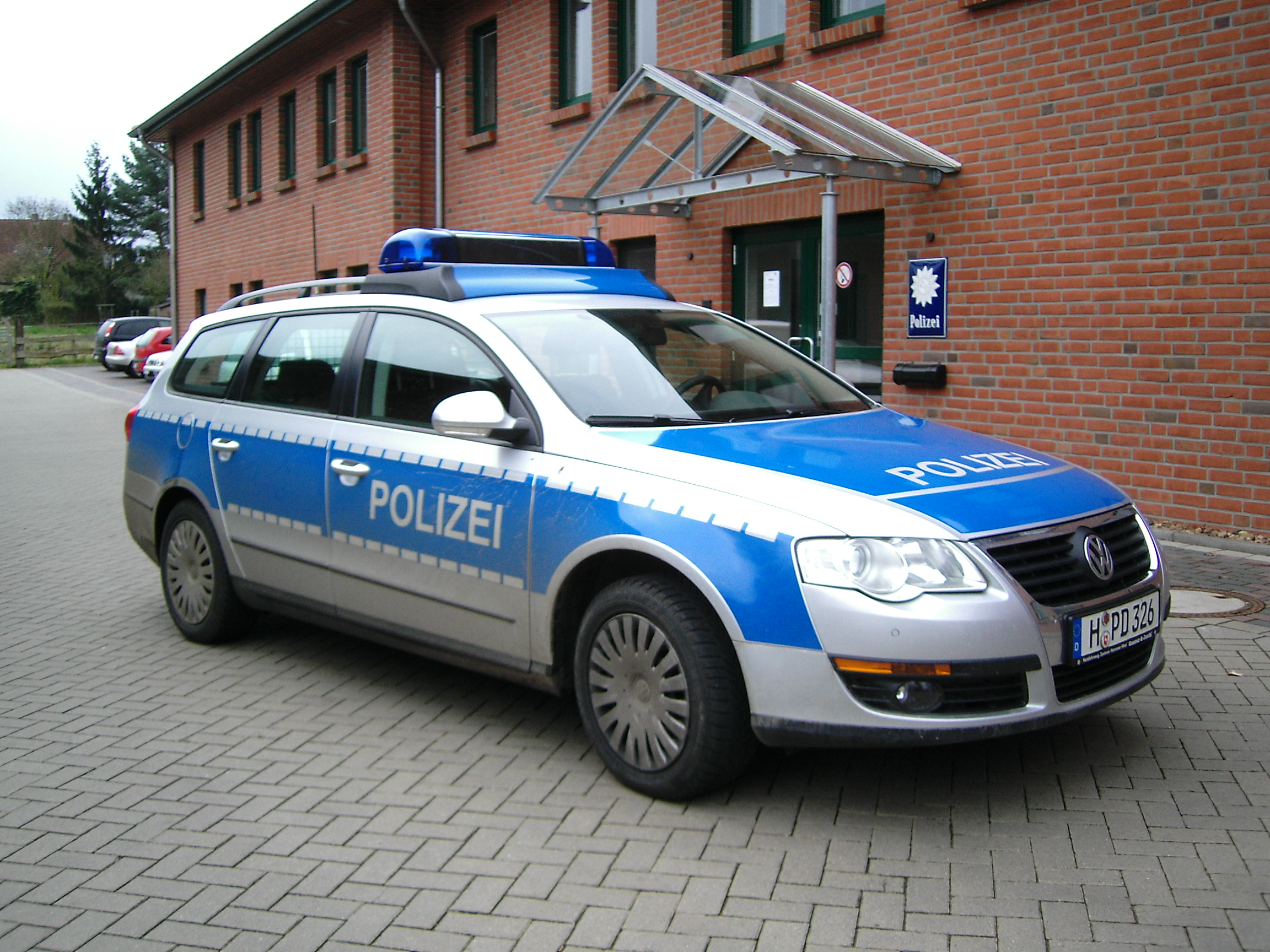
… zu blau-silber und …
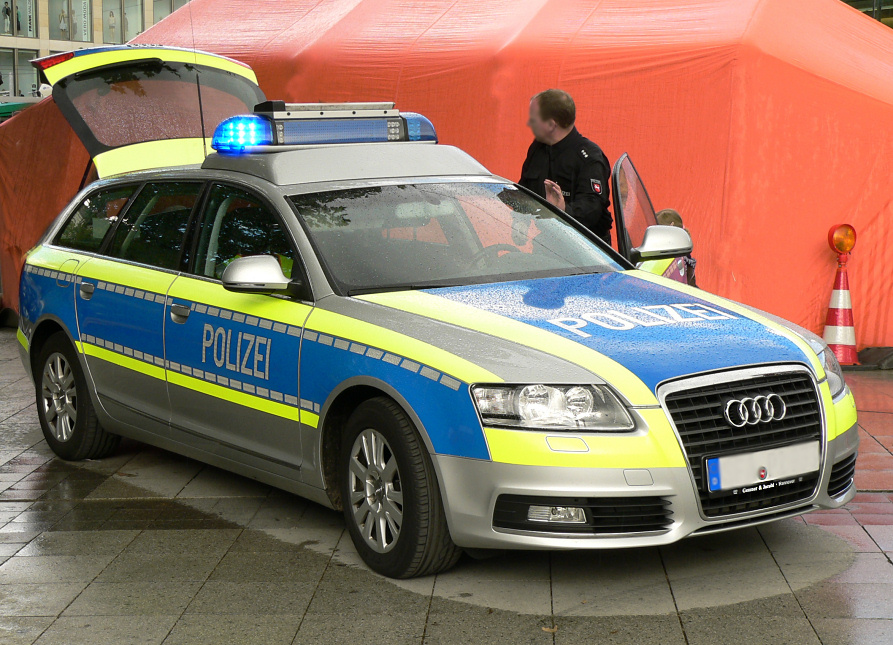
… blau-silber mit gelber Zusatzbeklebung.
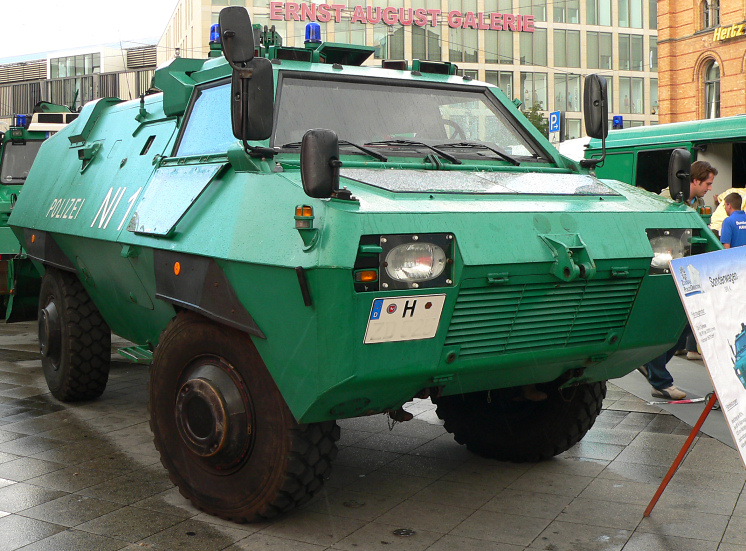
Sonderwagen 4 in grün
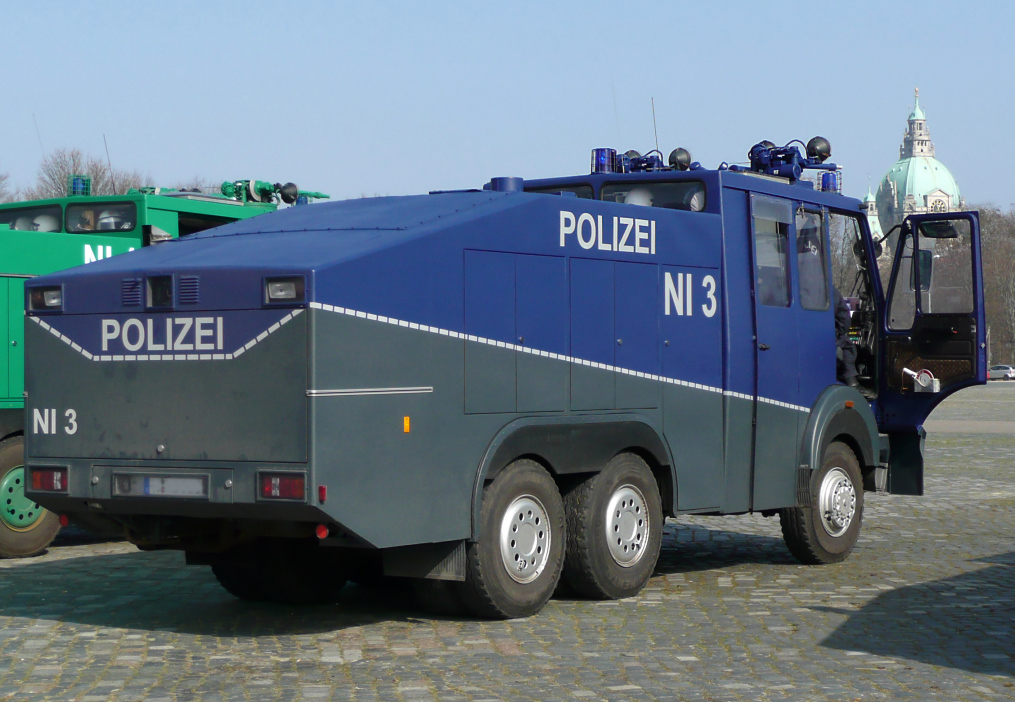
Wasserwerfer 9000 in blau-grau

Elektromobilität

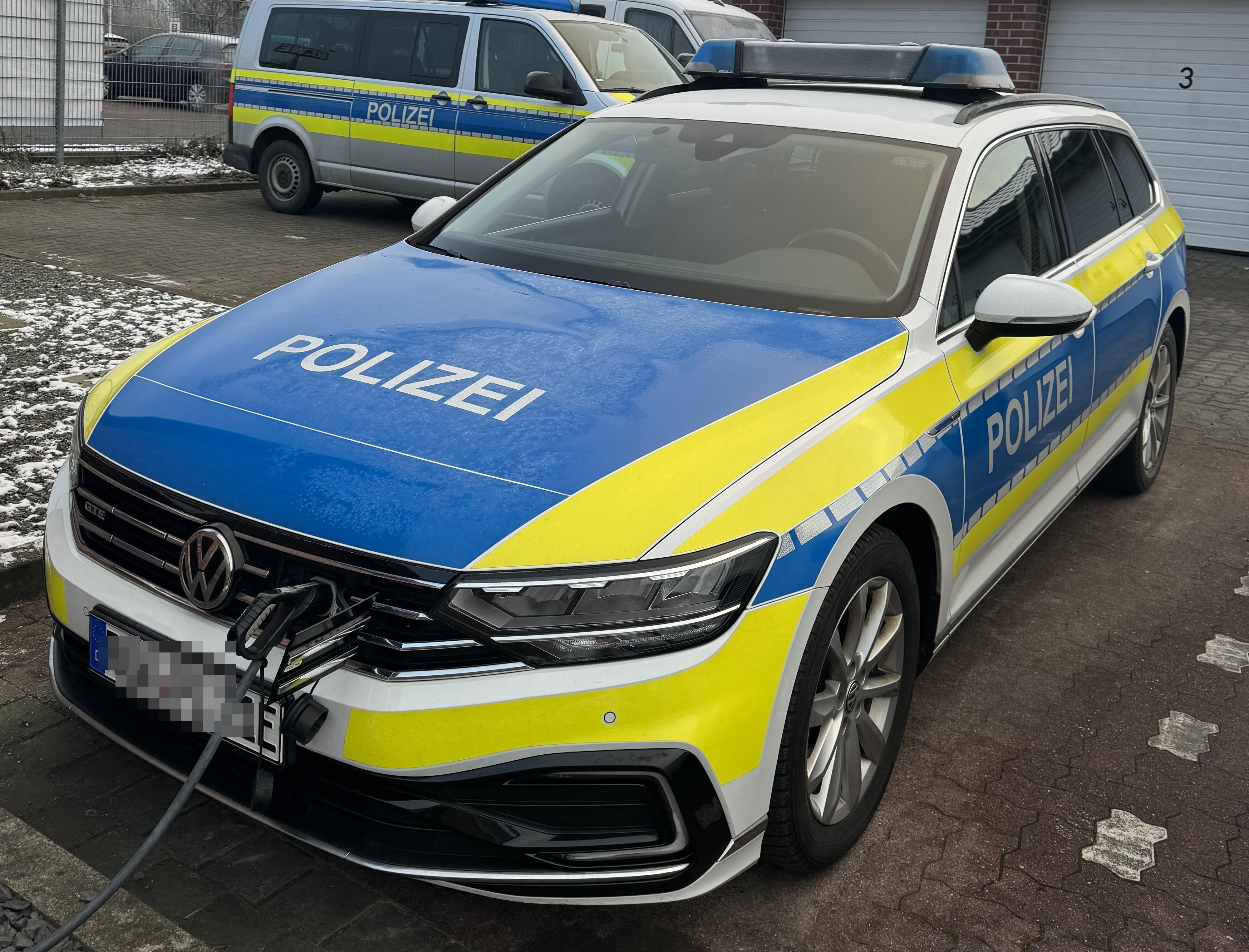
Funkstreifenwagen VW Passat GTE während des Ladevorganges (Plug-in-hybride)

2016 testete die Polizei Niedersachsen gemeinsam mit der Technischen Universität Braunschweig und dem Niedersächsischen Forschungszentrum Fahrzeugtechnik (NFF) Plug-in-hybride (PHEV) und batterieelektrische Fahrzeuge (BEV). Im Rahmen des Forschungsprojektes lautlos&einsatzbereit wurden die Fahrzeuge im Polizeibetrieb erprobt und umfangreiche Messdaten hinsichtlich der Mobilitäts- und Ladebedarfe erhoben. Das Projekt endete 2020. 2023 zog das Innenministerium ein positives Fazit und kündigte einen deutlichen Ausbau der Elektromobilität an. Seitdem wurden vermehrt die Modelle VW ID.3, VW ID.4 sowie Passat GTE beschafft und in die Fuhrparks der Direktionen und Inspektionen ausgeliefert. Anfang 2023 nahm die Polizeiinspektion Leer/Emden den ersten vollelektrischen E-Streifenwagen (VW ID.4) in Betrieb. Das Innenministerium kündigte an, weitere vollelektrische Funkstreifenwagen anzuschaffen.

### Hubschrauber und Drohnen

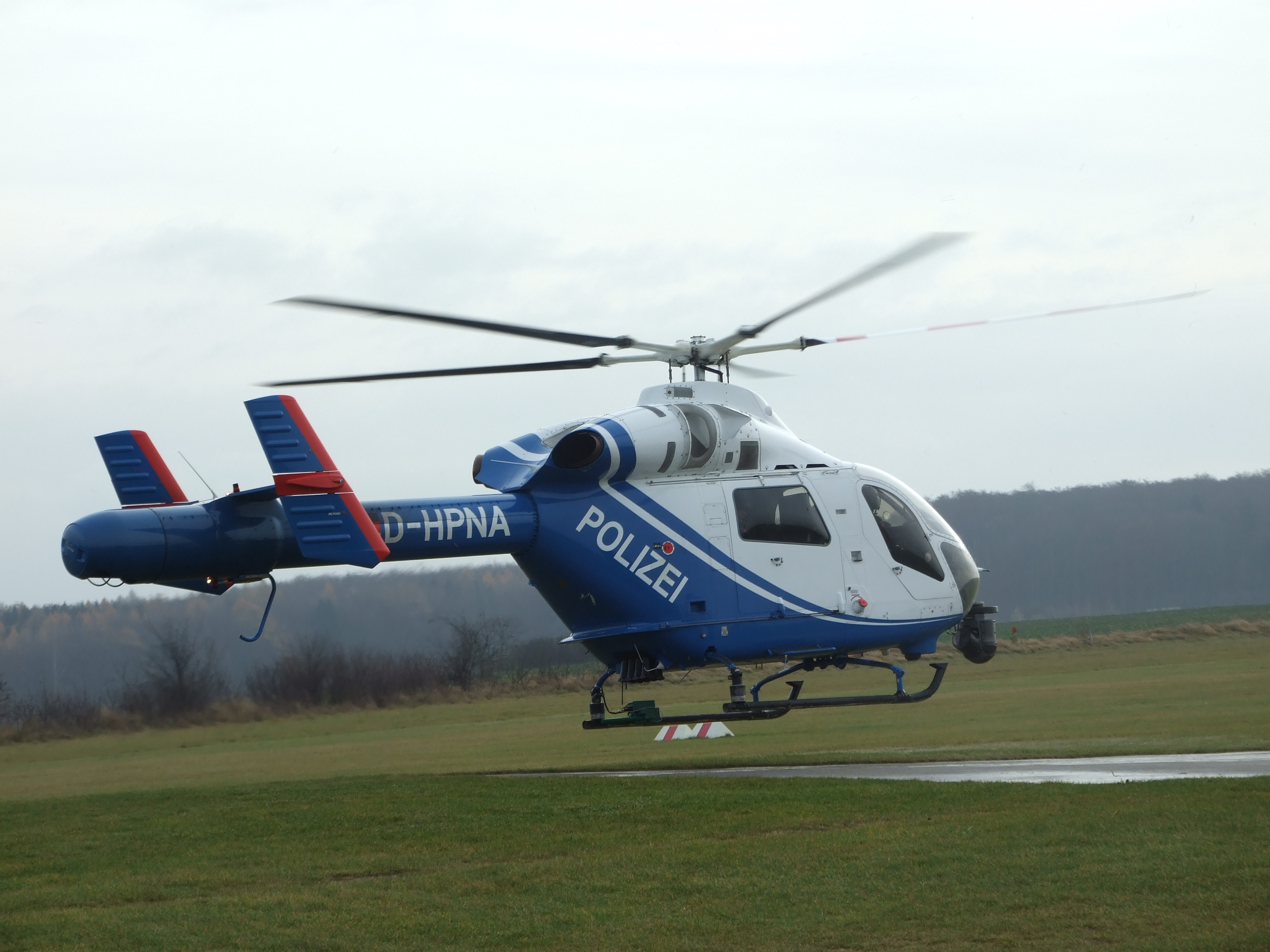
Polizeihubschrauber MD 902 Explorer „D-HPNA“ auf dem Flugplatz Bad Gandersheim

Zur Hubschrauberstaffel an den Standorten Flughafen Hannover und Rastede-Neusüdende gehören nach zwei Abstürzen 2007 und 2010 noch insgesamt vier Hubschrauber der Typen MD 902 Explorer (D-HPNA, D-HPNC) und EC 135 P2+ (D-HPNE, D-HPNF). Die Helikopter der Polizei Niedersachsen nutzen das Rufzeichen „Phoenix“.
Ab 1979 verfügte die Hubschrauberstaffel außerdem über Maschinen des Typs SA 365 Dauphin. Zwei Hubschrauber (D-HOPE, D-HOPQ) waren noch bis 2016 im Einsatz. Die letzte „Dauphin“-Maschine („Phoenix 96“) wurde im Mai 2016 ausgemustert und war mit rund 37 Jahren Dienstzeit der älteste noch fliegende Polizeihubschrauber Deutschlands. Im August 2023 kündigte das Niedersächsische Innenministerium die Beschaffung von zwei neuen Polizeihubschraubern des Modells Airbus H145 an, die voraussichtlich im Jahr 2026 einsatzfähig sein sollen.
2008 gab das Niedersächsische Innenministerium bekannt, dass in seinem Bereich Polizei-Drohnen in der Ausführung als Micro-Drohnen getestet werden. Mögliche Anlässe zum Einsatz eines fliegenden Auges könnten Luftaufklärung, Beweissicherung, Dokumentation, Einsätze gegen bewaffnete Straftäter, aber vor allem Katastrophenereignisse sein. Bei den Protesten gegen die Castor-Transporte zum Zwischenlager Gorleben 2010 kam diese Drohne erstmals zum Einsatz. 2023 teilte das Innenministerium mit, dass 13 weitere Drohnen beschafft und 30 zusätzliche Luftfahrzeugführende (LFFF) ausgebildet wurden. Nachdem zuvor nur einzelne Polizeibeamte im Bereich der ZPD, PI Harburg und PI Wilhelmshaven zur Nutzung von Drohnen befugt waren, sollen die LFFF hinsichtlich der Neuausrichtung zur flächendeckenden Nutzung von Drohnen die Beamten landesweit im Einsatz unterstützen können. Bei den Drohnen handelt es sich um die Modelle „Mavic 3 Enterprise Thermal“ vom Hersteller DJI. Der Preis für die Geräte betrug rund 85.000 €.

### Boote

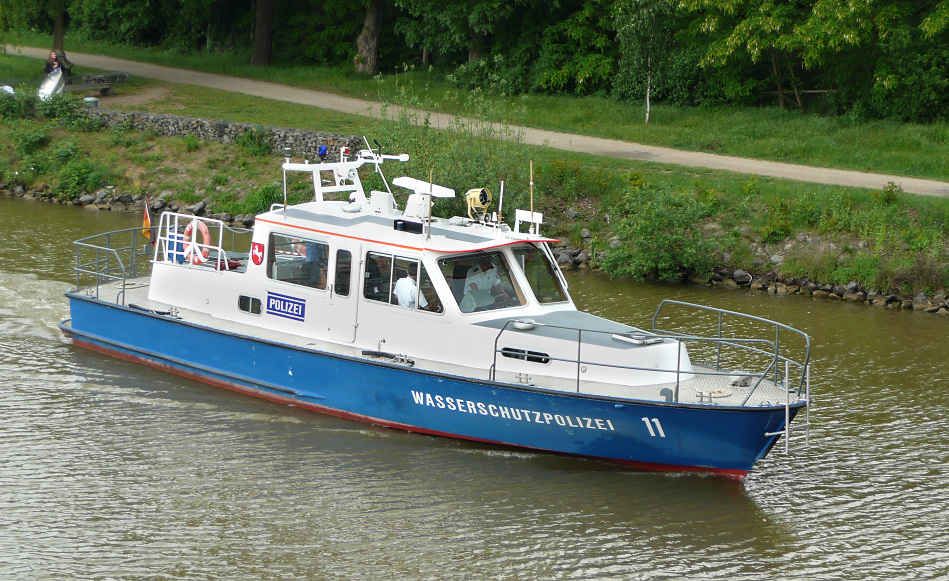
Boot der Wasserschutzpolizei Niedersachsen auf dem Mittellandkanal bei Hannover

Die Wasserschutzpolizei Niedersachsen betreibt 46 Einsatzboote. Darunter fallen Schlauchboote, kleinere Einsatzboote für Binnengewässer aber auch größere Boote zum Einsatz in den Küstengewässern.

### Waffen und andere Ausrüstung
Schusswaffen
Die Polizei Niedersachsen verfügte, mit Stand Januar 2016, über rund 22.000 Dienstpistolen des Modells Heckler & Koch P2000. Seit 2016 wird die P2000 nach und nach gegen das neue Modell SFP9, ebenfalls von Heckler & Koch, ausgetauscht. Bis Februar 2020 wurden rund 11.500 Pistolen des neuen Modells beschafft.
Nach den Terroranschlägen 2015 in Frankreich reagierte das Innenministerium auf die veränderte Sicherheitslage in Europa und teilte mit, dass die zu dieser Zeit knapp 1560 vorhandenen Maschinenpistolen MP5 fortan als fester Bestandteil der täglichen Ausstattung von Streifenwagenbesatzungen wird. Vor allem in den Organisationen der Spezialeinheiten werden weitere Schusswaffen, wie Sturmgewehre oder Präzisionsgewehre eingesetzt. Die Bewaffnung mit Handgranaten und Maschinengewehren wurde 1979 abgeschafft.
Von 2002 an wurden die alten Dienstpistolen des Modells HK P7 gegen die HK P2000 ersetzt. 2009 berichteten die Medien, dass das Land Niedersachsen in den letzten Jahren etwa 13.000 Polizeipistolen ausgemustert und ersetzt habe. Die ausgemusterten Exemplare seien danach in den legalen Waffenhandel gelangt. Kritik an dieser Praxis kam von den Eltern der Opfer des Amoklaufs von Winnenden. Aufgrund der Kritik am Weiterverkauf der Pistolen gab das Innenministerium bekannt, ausgemusterte Dienstwaffen künftig verschrotten lassen zu wollen. Im Zuge der Umstellung von der P2000 zur SFP9 wurden in einem Projekt 1000 Dienstpistolen zu Füllfederhaltern weiterverarbeitet und an Sammler verkauft, den Gewinn in Höhe von 32.000 Euro erhielt der Weiße Ring.
Taser
In Niedersachsen gehören Taser nicht zur Standardausrüstung von Polizisten. Die Geräte wurden nach einer 12-jährigen Pilotierungsphase im Juni 2013 ausschließlich für den polizeilichen Gebrauch bei Einsätzen des Spezialeinsatzkommandos (SEK) zugelassen. Detaillierte Informationen zu den in Niedersachsen verwendeten Geräten sowie den Einsatzzahlen hält das Niedersächsisches Ministerium für Inneres, Sport und Digitalisierung geheim. Nach wiederkehrenden Forderungen der DPolG Niedersachsen und der sukzessiven Einführung von Tasern in anderen Bundesländern, bestätigte Innenministerin Daniela Behrens im Januar 2024, dass das landesweite Einführen von Tasern in Niedersachsen nicht geplant sei. Als Begründung nannte sie unter anderem den fehlenden Nutzen in der Praxis und den hohen Trainingsaufwand. Die GdP Niedersachsen positionierte sich ebenfalls gegen die Geräte.
Bodycams
2016 wurde der Einsatz von Bodycams erstmals innerhalb der Polizei Niedersachsen erprobt. Das Gerät wird über der Uniform an einer Halterung montiert und filmt bei manueller Betätigung das Einsatzgeschehen. Seit 2020 ist ein Großteil der Polizeidienststellen in Niedersachsen mit den Geräten ausgestattet. Das Aufzeichnen mit der Bodycam muss durch den Träger verbal sowie durch ein getragenes Abzeichen mit der Aufschrift „Videoaufzeichnung“ angekündigt werden. Eine generelle Pflicht zur Nutzung der Bodycams im Einsatz besteht nicht.
Sonstiges
Zur weiteren Ausrüstung gehören im Wesentlichen Reizstoffsprühgeräte, Stahlhandfesseln, Taschenlampen, Einsatzhandschuhe und Tonfas bzw. teleskopierbare Einsatzstöcke (TES).
2020 wurde die Außentragehülle eingeführt, die über der Uniform getragen wird. Integriert in die Außentragehülle ist eine schusssichere Weste. Aus taktischen Gründen werden Unterziehschutzwesten in Teilbereichen der zivilen Polizei weiterhin genutzt.

### Einsatzkommunikationsmittel

#### Funk
- 12.000 Funkgeräte

Der BOS-Funk wurde in den 2010er Jahren auf Digitalfunk umgestellt. Die „Autorisierte Stelle Digitalfunk Niedersachsen“ in der Zentralen Polizeidirektion Niedersachsen (ZPD) stellt die Schnittstelle für Feuerwehr, Rettungsorganisationen und Polizei zum bundesweiten BOS-Digitalfunknetz her. Sie betreibt einen dauerbesetzten Leitstand zu Überwachung und Administration des Netzes in Niedersachsen.

#### Niedersachsen-Messenger (NIMes)
2018 wurde eine eigens für die Polizei Niedersachsen entwickelte Applikation namens NIMes getestet und sukzessiv eingeführt. Mit dem Messenger können Angehörige der Polizei jederzeit und unter Einhaltung des Datenschutzes mit dienstlichen Rechnern und privaten sowie dienstlichen Mobilgeräten kommunizieren. Die grundlegenden Funktionen beschränken sich hierbei auf die Telekommunikation wie beispielsweise Anrufe oder das Versenden von Textnachrichten und Bilddateien.

### Elektronische Arbeitsmittel und Polizeisoftware

#### Notebooks und Smartphones
Seit 2024 modernisiert die Polizei Niedersachsen die Arbeitsplatzausstattung durch die Einführung des „PolizeiClient 2.0“. Dabei erhalten mehr als 26.000 Mitarbeitende Notebooks, die die festen Arbeitsplatzrechner weitgehend ersetzen. Die neuen Geräte sollen flexibles, mobiles und krisensicheres Arbeiten ermöglichen sowie den bürokratischen Aufwand bei Dienstpostenwechseln reduzieren. Die Kosten des Projekts belaufen sich auf rund 33 Millionen Euro jährlich und sind ab 2025 dauerhaft im Haushalt der Polizei Niedersachsen veranschlagt.
Seit 2025 stattet die Polizei Niedersachsen Polizeivollzugsbeamte mit rund 9500 neuen Smartphones auf iOS-Basis aus. Ziel ist eine Vereinfachung und Beschleunigung der Arbeitsprozesse, etwa durch eine Verkehrsunfall-App zur digitalen Aufnahme und die mobile Überprüfung von Ausweisdokumenten. Hintergründe sind die Entlastung der Einsatzkräfte und den Abbau papierbasierter Vorgänge. Zur Finanzierung wurde der Haushalt der Polizei dauerhaft um sieben Millionen Euro jährlich erhöht.

#### Fachanwendungen
Das Niedersächsische Vorgangsbearbeitungs-, Analyse-, Dokumentations- und Informations-System (NIVADIS) ist das Vorgangsbearbeitungssystem (VBS) der Polizei Niedersachsen. Damit werden alle vollzugspolizeilichen Prozesse und Vorgangsarten in einem landesweiten IT-System gespeichert und miteinander kombiniert.
Weitere Polizei-IT-Anwendungen auf Landes- und Bundesebene sind unter anderem POLAS, INPOL-neu, INPOL-FALL Innere Sicherheit, das Intranet, das Extranet, AFIS sowie die Nutzung des Polizeilichen Informations- und Analyseverbunds (PIAV) durch die Zentralstelle PIAV beim LKA Niedersachsen.

### Pferde und Diensthunde

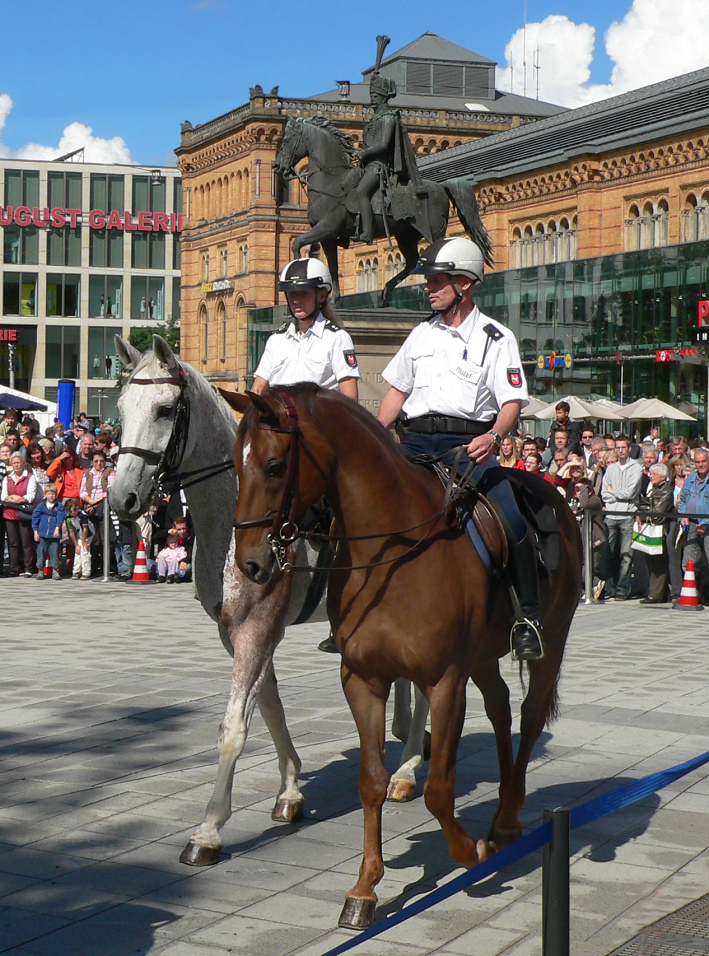
Angehörige der Reiterstaffel Hannover vor dem Ernst-August-Denkmal

Niedersachsen gehört zu den wenigen Bundesländern, in denen noch Reiterstaffeln mit berittener Polizei bestehen. Die Polizeidirektionen Braunschweig und Hannover unterhalten jeweils eine spezialisierte Reiter- und Diensthundführerstaffel. Die Polizeidirektionen Lüneburg, Osnabrück, Oldenburg und Göttingen verfügen ebenfalls über eigenständige Diensthundführerstaffeln, jedoch nicht über eine dedizierte Reiterstaffel. Bei der niedersächsischen Polizei stehen 52 Polizeipferde bei der berittenen Polizei und rund 220 Diensthunde im Dienst. Zur Reiter- und Diensthundführerstaffel Braunschweig
gehören 20 Pferde, die von 20 Polizeireitern betreut sowie geritten werden und 32 Diensthunde. Die Reiter- und Diensthundführerstaffel Hannover als deutschlandweit größte ihrer Art, verfügt über 40 Reiter und 32 Pferde.
In den Hundestaffeln gibt es rund 220 Diensthunde mit Diensthundeführer. Gehalten werden die Hunderassen Belgischer Schäferhund (150), Deutscher Schäferhund (40), Holländischer Hütehund (20), Rottweiler (3) und Riesenschnauzer (1). Polizeihunde erhalten zunächst eine Ausbildung als Schutzhund. Bei Eignung folgt eine Spezialausbildung, die für folgende Zweige (Stand 2010) besteht:
- Sprengstoffspürhund (43)
- Fährtenhund (11)
- Suchtmittelspürhund
- Blut- und Leichenspürhund sowie Wassersuchhund
- Personenspürhund (2 in Ausbildung)[96]
- Brandmittelspürhund (7)
- Geldscheinspürhund

## Symbole

Schild für Polizeidienststelle mit Polizeistern

Die Polizei Niedersachsen nutzt als Teil der Landesverwaltung das weiße Niedersachsenross auf rotem Grund als Hoheitszeichen. Das Symbol wird im Rahmen des Corporate Design auf Uniformen, Briefpapier und Internetauftritten verwendet, häufig in Verbindung mit dem Polizeistern.

## Nachwuchs und Einstellungen
Zuständig für die Nachwuchsgewinnung und die Einstellung sowie Ausbildung von Polizeivollzugsbeamten ist die Polizeiakademie Niedersachsen.
Niedersachsen stellt jährlich etwa 1100 Bewerber in den Polizeidienst ein. Das Innenministerium in Hannover teilte 2023 mit, dass die Bewerberzahlen bei der Polizei Niedersachsen zu den Vorjahren deutlich gesunken seien.
Neben den Einstellungsberatern der Polizeiakademie stehen in den meisten Behörden auf regionaler Ebene zusätzliche Ansprechpartner (Aus- und Fortbildung) zu den Themen Einstellung in den Polizeivollzugsdienst, Praktika, Nachwuchswerbung sowie die Betreuung von Bachelor-Studierenden und Fachoberschülern zur Verfügung.
Bei Schulabgängern werden Abiturienten wie auch Fachoberschüler übernommen. Realschüler können sich durch den zweijährigen Besuch einer Fachoberschule qualifizieren. Studienbeginn waren in der Vergangenheit jeweils der 1. Oktober und der 1. April jeden Jahres. Im Jahr 2023 wurden die Einstellungstermine um einen Monat vorgezogen.

## Gewerkschaftliche Interessensvertretungen
Vertreter für die Belange der Polizeibeschäftigten sind hauptsächlich die Gewerkschaften:
- Gewerkschaft der Polizei
- Bund Deutscher Kriminalbeamter
- Deutsche Polizeigewerkschaft

## Sonstiges

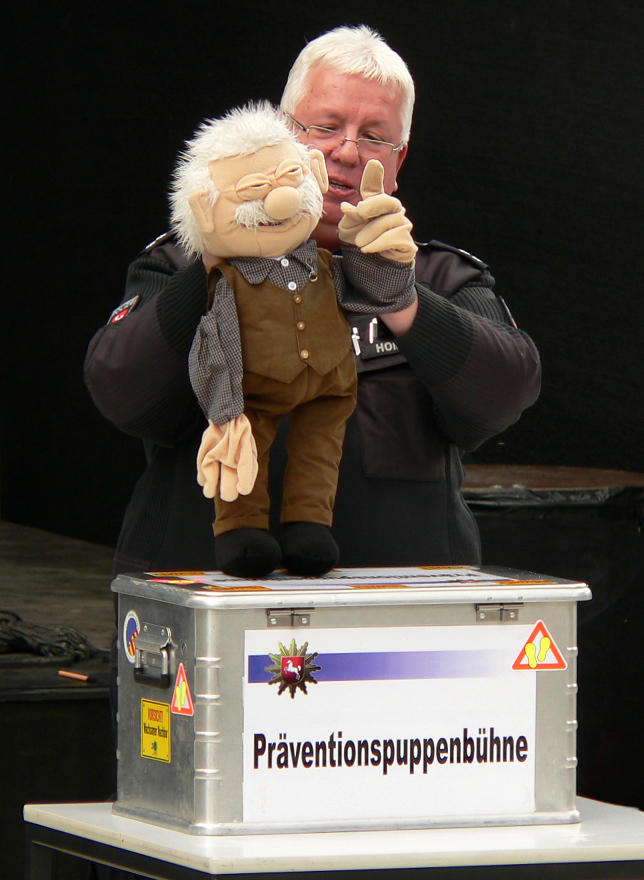
Polizeipuppe Koslowski der Polizeipuppenbühne in Hannover

In der niedersächsischen Polizei gibt es ein Mentoringprogramm für weibliche Mitarbeiter. Es soll den beruflichen Aufstieg von Frauen fördern und den Anteil von weiblichen Führungskräften erhöhen.
2008 nahm die Polizeidirektion Osnabrück gemeinsam mit der Polizei der Niederlande länderübergreifende Polizeistreifen zur Bekämpfung grenzüberschreitender Kriminalität im deutsch-niederländischen Raum vor. Die Grenzüberschreitenden Polizeiteams (GPT) entwickelten sich zu einem festen Bestandteil der polizeilichen Arbeit im Dreiländereck Niedersachsen, Niederlande und Nordrhein-Westfalen.
Der pensionierte Polizeibeamte Klaus Krumfuß (CDU) ist seit 1998 Mitglied des Niedersächsischen Landtages, der Polizeibeamte Johann-Heinrich Ahlers (CDU) seit 2003. Die Polizeibeamtin Kirsten Lühmann (SPD) ist seit 2009 Bundestagsabgeordnete.
Im Juli 2010 wurde mit der testweisen Abrichtung in Kärnten gezüchteter Truthahngeier zur Suche nach Leichen begonnen.

### Präventionsprojekte
In Ostfriesland mit Sitz in Aurich, Osnabrück, Lüneburg und Hannover bestehen Polizeipuppenbühnen. Sie treten in Grundschulen und Kindergärten mit Stücken zur Verkehrs- und Kriminalprävention auf.
Im Bereich der Polizeidirektion Lüneburg und der Polizeidirektion Göttingen werden im Rahmen der Verkehrsprävention regelmäßig „Fernfahrerstammtische“ angeboten. Hier werden vorrangig Themen gemeinsam mit den Berufskraftfahrern bezüglich des Güterverkehrs und der Verkehrssicherheit besprochen. Der Fernfahrerstammtisch existiert mittlerweile in diversen Bundesländern und an über 20 Standorten.
In bestimmten Regionen Niedersachsens wird das Programm „WIR sind stark!“ mit den Schwerpunkten Zivilcourage und Anti-Gewalt an Schulen mit Polizeibeamten durchgeführt.
Aufgrund der Auswertung der Verkehrsunfallstatistiken wurde in vielen Polizeidienststellen Niedersachsens das „Fahrschulprojekt“ initiiert. Dabei wird die Risikogruppe der „Jungen Fahrer“ während der Fahrschule in einer Theorieeinheit durch Polizeibeamte über die Verkehrssicherheit aufgeklärt und beschult.
Das Thema „Gewalt im sozialen Nahbereich“ (Häusliche Gewalt) wird von der Polizei Niedersachsen als gesellschaftliches Phänomen intensiv behandelt. Neben der sukzessiven Veröffentlichung allgemeiner Informationen zum Thema Gewalt gegen Frauen nahm die Polizei Niedersachsen 2023 am Internationalen Tag zur Beseitigung von Gewalt gegen Frauen (Orange Day) teil und bezog Stellung gegen Gewalt zum Nachteil von Frauen.

### Internetwache
Die Polizei Niedersachsen betreibt eine Internetwache, wo Onlineanzeigen erstattet werden können.
Über die Online-Wache können einfach gelagerte, strafbare Sachverhalte digital an die Polizei Niedersachsen übermittelt oder Hinweise gegeben werden. Weiterhin besteht die Möglichkeit anonym Hinweise in puncto Korruption und Wirtschaftskriminalität mitzuteilen. Das Online-Angebot der Internetwache ist nicht zur Entgegennahme von Notfällen geeignet.

### Polizeiliches Soziales Netzwerk (PSN 015)
Als erste deutsche Polizei hat die niedersächsische Polizei ein polizeiinternes soziales Netzwerk mit dem Namen PSN 015 entwickeln lassen und nach vorheriger Pilotierung im Jahr 2020 aktiviert. Das interne Netzwerk stellt eine digitale Dienststelle dar und gibt den Beschäftigten im Intranet verschiedene Möglichkeiten zur Nutzung. So können neben der Ablage von Dateien themenspezifische Blogs, Foren oder relevante Artikel verfasst und abonniert werden. Weiterhin können freiwillig hinterlegte Daten der einzelnen Mitarbeiter und mit dienstlichem Bezug auf einem personalisierten Profil hinterlegt und veröffentlicht werden. Der Name des Netzwerkes ist eine Anlehnung an den Verschlüsselungscode „015“ aus dem Tarnschieber, was übersetzt „Dienststelle“ bedeutet. Das Budget für das Projekt betrug 640.000 Euro.

### Soziale Medien
Die Polizei Niedersachsen betreibt einen YouTube-Kanal und besitzt darüber hinaus mehrere Accounts auf den Plattformen Instagram, X (ehemals Twitter) und Facebook. Neben den allgemeinen Behördenaccounts existieren auch personalisierte Profile von einzelnen Beamten (sog. Digitales Community Policing) auf Facebook und Instagram. Der Nachrichtendienst X wird hingegen ausschließlich als anlassbezogener und einsatzbegleitender Informationskanal genutzt.
Seit 2012 nutzt das Landeskriminalamt Niedersachsen das soziale Netzwerk Facebook und seit 2016 die Plattform X für Fahndungsaufrufe, die die Behörde zentral für die niedersächsische Polizei einstellt. Im März 2024 startete ein Pilotprojekt zur polizeilichen Nutzung eigener WhatsApp-Kanäle. Die testenden Behörden sind die Polizeiinspektionen Heidekreis und Emsland/Grafschaft Bentheim.
Im Rahmen der Personalwerbung und -bindung bedient die Polizeiakademie Niedersachsen außerdem die Plattformen TikTok und LinkedIn.

### Ratgeber Internetkriminalität
2013 schaltete der damalige niedersächsische Innenminister Boris Pistorius die virtuelle Beratungsplattform der Polizei Niedersachsen zum Thema Cybercrime frei. Gemanagt wird der Internetauftritt vom Landeskriminalamt Niedersachsen. Im Ratgeber Internetkriminalität (RIK) werden Hinweise und Tipps rund um Cybercrime veröffentlicht. Der Ratgeber ist bundesweit die erste polizeiliche Beratungsstelle und Präventionsseite zum Thema Cybercrime. Besucher können auch persönliche Fragen zur Internetkriminalität an die niedersächsische Polizei stellen.

### Mitarbeiterzeitung
Das Niedersächsische Innenministerium gab ab 1985 die Mitarbeiterzeitung Polizei-Extrablatt für die Polizeibediensteten in einer Auflage von 5.000 Exemplaren heraus. 2007 wurde auf Farbdruck umgestellt und das Magazin erhielt den Namen „proPolizei“.
Es wird als gedruckte Broschüre verteilt und ist sowohl im polizeiinternen Intranet als auch im Internet eingestellt. Eine neue Ausgabe wird im regelmäßigen Abstand von zwei Monaten veröffentlicht.

### Spürwildschwein Luise

Wildschwein Luise mit ihrem Führer und Ausbilder

Zwischen 1985 und 1987 stand das Wildschwein Luise im Dienst der Polizei Niedersachsen. Ein Polizeihundeführer aus Hildesheim bildete das Tier analog zu Diensthunden zum Aufspüren von Rauschgift und Sprengstoff aus. Ministerpräsident Ernst Albrecht sorgte dafür, dass das Schwein offiziell als polizeiliches Einsatzmittel unter der Bezeichnung Spürwildschwein (SWS) übernommen wurde. Die Sucherfolge bei zahlreichen Fernsehauftritten und öffentlichen Vorführungen in Deutschland machten Luise zum Sympathieträger für die niedersächsische Polizei.

### Mediale Rezeption
In der Fernsehserie Tatort des NDR löst Kriminalhauptkommissarin Charlotte Lindholm (Darstellerin Maria Furtwängler) fiktive Mordfälle in Niedersachsen. Seit 2002 wurden bis heute (Juli 2016) 23 Filme ausgestrahlt. Ausgehend von ihrer Dienststelle in Hannover, wird sie im gesamten Land Niedersachsen tätig, überwiegend in Kleinstädten und Dörfern, wo sie mit örtlichen Polizeibeamten zusammenarbeitet. Die überregionale Ermittlungstätigkeit ermöglicht ein dramaturgischer Kniff, nach dem die Kriminalhauptkommissarin für das Landeskriminalamt Niedersachsen tätig ist. Absicht des NDR ist dabei offensichtlich, Land und Leute des Flächenlandes Niedersachsen den Zuschauern näher zu bringen. Zu öffentlichen Diskussionen führten die Tatort-Folgen Wem Ehre gebührt 2007 und 2009 Das Gespenst.

## Geschichte
Die Entstehung und Entwicklung der niedersächsischen Landespolizei stellt das Polizeimuseum Niedersachsen in Nienburg/Weser dar.

### Gründung
Geburtsstunde der niedersächsischen Landespolizei ist der 1. April 1951 als das Polizeigesetz Niedersächsisches Gesetz über die öffentliche Sicherheit und Ordnung (SOG) in Kraft trat. Allerdings reorganisierte die britische Besatzungsmacht bereits unmittelbar nach ihrem Einmarsch gegen Ende des Zweiten Weltkriegs die Polizei im Gebiet des heutigen Niedersachsen. Sie wies anfangs eine kommunale Struktur nach britischem Vorbild auf. Das vom Niedersächsischen Landtag 1951 beschlossene Polizeigesetz dagegen schuf eine einheitliche Landespolizei unter zentraler Führung durch das Niedersächsische Innenministerium.

### Polizeiaufbau durch die britische Besatzungsmacht

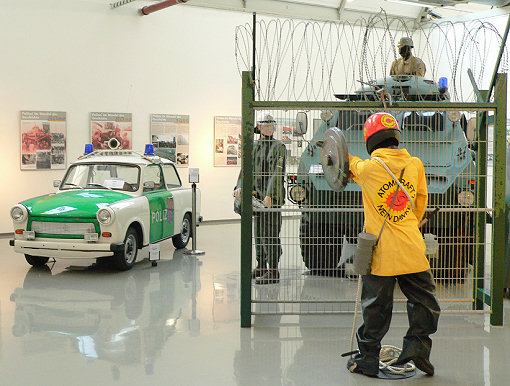
Polizeimuseum Niedersachsen mit Trabbi und Anti-Kernkraft-Demonstration in den 1970er Jahren

Durch die Auflösung der staatlichen Ordnung war unmittelbar nach dem Zweiten Weltkrieg auch innerhalb der britischen Besatzungszone die öffentliche Sicherheit nicht mehr gegeben. Das machte sofort nach Kriegsende einen Neuaufbau der Polizei mit nationalsozialistisch unbelastetem Personal notwendig. Die britische Militärregierung schuf eine Einheitspolizei, in der die Kriminalpolizei bis 1951 untergeordneter Teil der Gesamtpolizei war. Am 1. November 1946 wurde durch Verordnung der britischen Militärregierung das Land Niedersachsen ins Leben gerufen.
Trotz polizeilicher Dezentralisierung sah die britische Militärregierung die Notwendigkeit, überregionale Polizeieinrichtungen zur Bekämpfung der schweren Kriminalität zu schaffen. Zentrale Einrichtung ihres Besatzungsbereichs wurde das „Zonal Bureau“ (deutsch: Kriminalpolizeiamt für die Britische Zone) in Hamburg. Ein Ableger für die Gebiete des damals noch nicht bestehenden Niedersachsens (Länder Oldenburg, Braunschweig, Schaumburg-Lippe, Hannover) war das Anfang 1946 eingerichtete „Regional Records Bureau“ (deutsch: Kriminalpolizeizentrale) in Hannover, aus dem sich später das Landeskriminalamt Niedersachsen entwickelte.
Schon 1945 wurde gemäß britischer Weisung für die Polizeiausbildung in der Region Hannover, die damals etwa dem heutigen Niedersachsen entsprach, eine Polizeischule in einer Kaserne am Welfenplatz in Hannover eingerichtet. Im Mai 1946 wurde die Polizeischule auf Befehl der britischen Militärregierung nach Hann. Münden verlegt, die nach kurzem die Bezeichnung Landespolizeischule Niedersachsen (LPSN) trug.
1947 wurde die Polizeigewalt im Land Niedersachsen von der britischen Militärregierung an deutsche Stellen übergeben. Die Polizei behielt noch bis 1951, wie von den Briten bereits kurz nach Kriegsende initiiert, ihre kommunale Struktur mit einzelnen Polizeiämtern.

### Aufgabenverteilung
Seit ihren Anfängen bestand die Polizei in Niedersachsen, die sich durch Inkrafttreten des Polizeigesetzes von 1951 bildete, aus den beiden Sparten:
- Schutzpolizei mit Wasserschutzpolizei und Bereitschaftspolizei als uniformierte Polizei
- Kriminalpolizei als zivile Polizei mit der Weiblichen Kriminalpolizei

Als weitere Sparte kam 1952 durch Runderlass des Niedersächsischen Innenministeriums die Nachrichtenpolizei Niedersachsen hinzu. Die nicht-uniformierte Polizeisparte war für Staatsschutzdelikte und Politisch motivierte Kriminalität zuständig. Ihre Gründung knüpfte inhaltlich an den Polizeibrief der alliierten Militärgouverneure von 1949 zur Überwachung umstürzlerischer Tätigkeiten an. Bei einer Umorganisierung der gesamten Polizei wurde sie 1974 in die Kriminalpolizei integriert.
Die durch Erlass des Niedersächsischen Innenministeriums 1952 festgelegte Aufgabenverteilung wurde im Wesentlichen bis zur Polizeireform von 1994 beibehalten.
- Die Schutzpolizei war für die verkehrspolizeilichen Aufgaben zuständig. Die uniformierte Polizei war für die Bearbeitung der leichten Kriminalität (einfacher Diebstahl, Betrug, Körperverletzung, Hehlerei, Nötigung) und bei schweren Straftaten für die erste Tatortsicherung zuständig.

- Die Kriminalpolizei war angewiesen, schwere und die öffentliche Sicherheit beeinträchtigende Straftaten (organisierte Kriminalität, Mord, Totschlag, Sexualverbrechen, Raub, schwerer Diebstahl, Betrug, Wirtschaftsstraftaten, Geiselnahmen, Entführungen, Anschläge, Vermisstenfälle) zu bearbeiten sowie Delikte von Berufsverbrechern. Bei Delikten mit Minderjährigen war die Weibliche Kriminalpolizei zuständig.

### Reformen
Die erste größere Polizeireform nach dem Zweiten Weltkrieg erfolgte in Niedersachsen 1974. Anlass war die seit Anfang der 1960er Jahre rasant angestiegene Kriminalität und der ab 1970 aufkommende Terrorismus durch die Rote Armee Fraktion, aber auch durch das Olympia-Attentat von 1972. Auf Vorschlag der Innenministerkonferenz erließ die Bundesregierung 1972 das Programm für die Innere Sicherheit, das 1974 modifiziert wurde. Wesentliche Reformpunkte 1974 in Niedersachsen waren die Einführung von „Rund um die Uhr“-Lagediensten der Polizei sowie Schaffung von örtlichen Kriminaldauerdiensten. In dieser Zeit entstanden auch polizeiliche Spezialeinheiten wie das SEK und das MEK. 1974 wurden die Beschäftigten der Weiblichen Kriminalpolizei in die Kriminalpolizei überführt. 1981 wurden erstmals Frauen bei der Schutzpolizei eingestellt.
Bei der nächsten größeren Polizeireform von 1994 wurden die Sparten Schutz- und Kriminalpolizei zusammengeführt. Bereits 1992 wurde für die Polizeivollzugsbeamten die zweigeteilte Laufbahn eingeführt, in der es nur noch den gehobenen und den höheren Dienst gibt.
Die Polizeiausbildungsstelle für Technik und Verkehr Niedersachsen bestand von 1963 bis 1997.
Die gegenwärtige (2021) Struktur der Polizeiorganisation in Niedersachsen entstand durch eine Umorganisierung im Jahre 2004. Dabei wurde die Polizei aus den vier 2004 aufgelösten Bezirksregierungen (Braunschweig, Hannover, Weser-Ems, Lüneburg) herausgenommen. Daraus entstanden sechs regionale Polizeidirektionen in der Fläche, zuvor gab es nur zwei städtische Polizeidirektionen in den Großstädten Braunschweig und Hannover. Hinzu kamen 2004 Göttingen und Osnabrück als weitere Standorte für Polizeidirektionen in der Fläche sowie die Zentrale Polizeidirektion Niedersachsen für zentrale und technische Aufgaben.
Am 1. Oktober 2007 wurden die Polizeiausbildung sowie die polizeiliche Fortbildung reformiert. Die bis dahin nebeneinander bestehenden Aus- und Fortbildungseinrichtungen „Fakultät Polizei“ an der Niedersächsischen Fachhochschule für Verwaltung und Rechtspflege in Hildesheim sowie das „Bildungsinstitut der Polizei Niedersachsen“ wurden zur Polizeiakademie Niedersachsen zusammengeführt.

### Spektakuläre Kriminalfälle

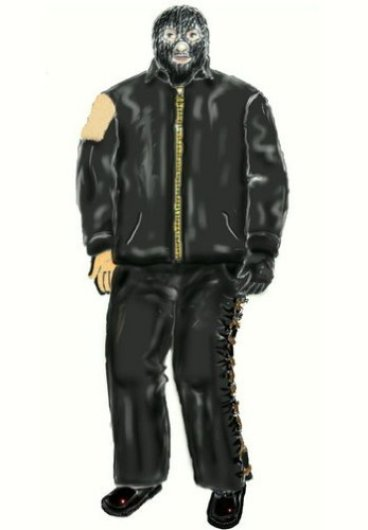
Fahndungsbild der Polizei zum Maskenmann im Fall Dennis

- 1945–1947: Serienmord an 12 Grenzgängern von Ost nach West durch Rudolf Pleil im Harzgebiet[131]
- 1951 Bomben-Attentäter von Bremen und Eystrup mit der Sonderkommission S (S für Sprengstoff) als erster länderübergreifender Sonderkommission der Nachkriegszeit gemeinsam mit der Polizei Bremen[132]
- 1966: Fahndung nach dem Gewaltverbrecher Bruno Fabeyer nach Tötung eines Polizeibeamten
- 1972: Festnahme der RAF-Terroristin Ulrike Meinhof in Langenhagen[133]
- 1977: Mord an fünfköpfiger Bankiersfamilie in Braunschweig-Mascherode durch Ferenc Sós[134][135]
- 1978: Celler Loch durch Sprengung der Gefängnismauer der Justizvollzugsanstalt Celle
- 1987: Ermordung von zwei SEK-Beamten mit Schusswaffen durch drei flüchtige Straftäter in Hannover
- 1987–1990: Serienmord an drei Frauen südlich von Hamburg durch den „Heidemörder“ Thomas Holst[136]
- 1989: Göhrde-Morde an zwei Ehe-/Liebespaaren im Waldgebiet der Göhrde
- 1989: Autobombenanschlag der irischen Terrorvereinigung IRA mit Tötung eines britischen Soldaten in Hannover
- 1991: Polizistenmord von Holzminden an zwei Polizeibeamten durch Gewehrschüsse aus nächtlichem Hinterhalt durch zwei Brüder im Solling bei Boffzen[137]
- 1993–2003: Auftreten des Pferderippers, unter anderem in Niedersachsen[138]
- 1994–2000: Serienmord der „schwarzen Witwe“ von Bodenfelde an vier älteren Männern
- 1996 und 1998: Mord an zwei minderjährigen Mädchen durch Ronny Rieken im Raum Oldenburg mit erster Überführung eines Mörders mittels DNA-Massentest in Deutschland[139]
- 1997: Tötung seiner Ehefrau durch Pfarrer Klaus Geyer bei Braunschweig[140]
- 1999–2005: Serienmord an Krankenhauspatienten durch den Krankenpfleger Niels Högel in rund 100 Fällen
- 2001: Tötung des 9-jährigen Dennis nach Entführung aus einem Schullandheim bei Cuxhaven durch den Maskenmann[141][142]
- 2007: Siebenfacher Mord in Sittensen in einem China-Restaurant durch vietnamesische Tätergruppe[143]
- 2010: Mord an zwei Kindern in Bodenfelde durch einen 26-jährigen Mann
- 2012: Mord an einem 11-jährigen Mädchen durch einen 18-Jährigen in Emden mit Festnahme eines falschen Verdächtigen, Aufrufen zu Lynchjustiz und polizeilichen Ermittlungsversäumnissen
- 2017: Blutrache-Mord von Visselhövede an einem albanischen Schutzsuchenden durch drei verfeindete Albaner
- 2024: Festnahme des ehemaligen Mitglieds der Roten Armee Fraktion Daniela Klette nach über 30 Jahren im Untergrund
- 2024: Vierfaches Tötungsdelikt durch den Bundeswehrsoldaten Florian G. im Raum Rotenburg (Wümme)[144]

### Größere Polizeieinsätze, Katastrophen- und Unglücksfälle

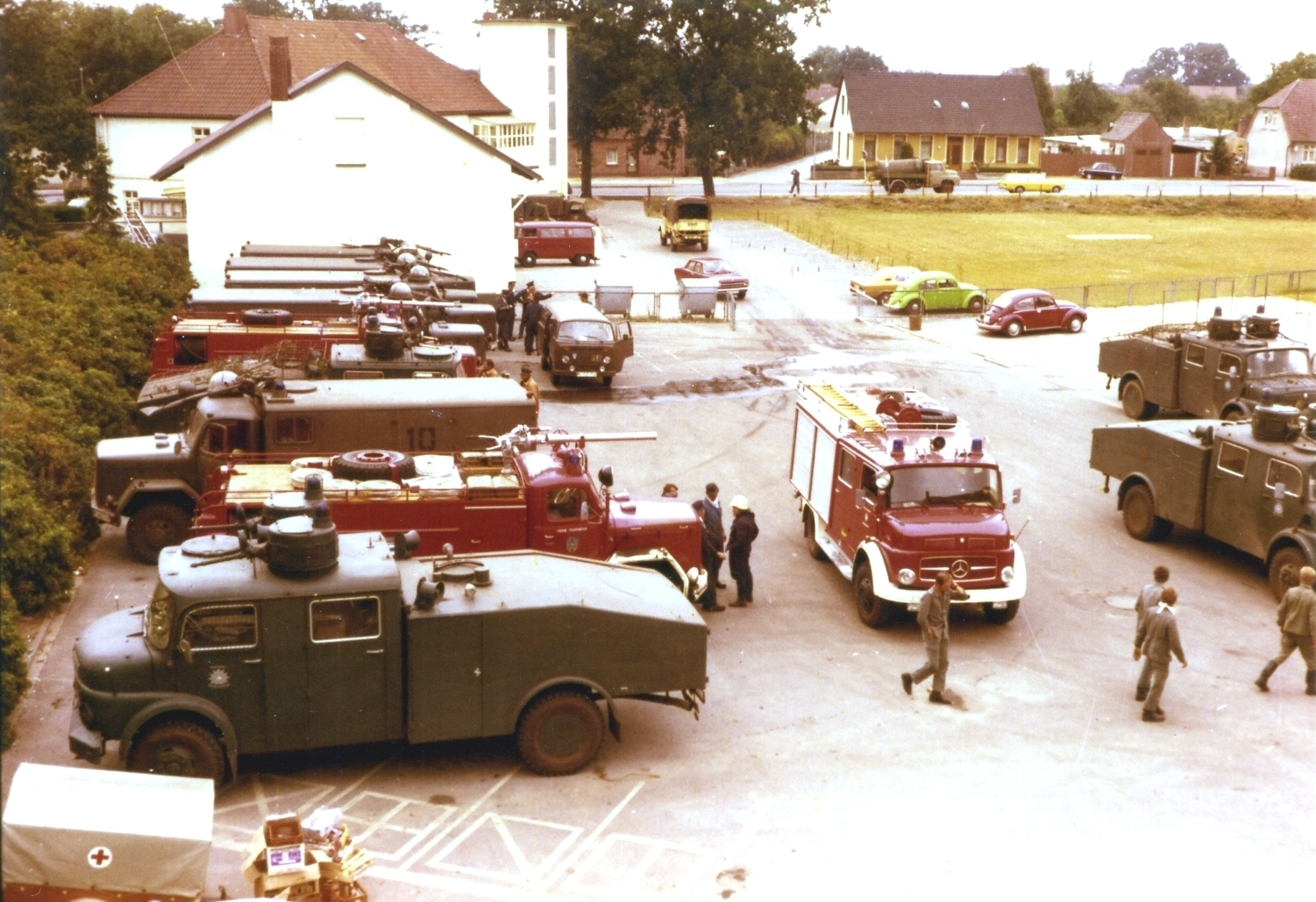
Wasserwerfer der Bereitschaftspolizei Niedersachsen als Löschfahrzeuge bei der Waldbrandkatastrophe 1975 in der Lüneburger Heide

Folgende Ereignisse führten zu umfangreichen Polizeieinsätzen:
- 1951: Alarmbereitschaft für 11.000 Polizeibeamte, um die Ausreise von Angehörigen der verbotenen FdJ und Jugendlichen zu den ersten Weltfestspielen der Jugend und Studenten in Berlin zu unterbinden.
- 1969: Zugunglück von Linden durch Explosion von Bundeswehr-Munition eines Güterzuges auf dem Bahnhof Linden mit 12 getöteten Bahn- und Feuerwehrangehörigen
- 1969: Roter-Punkt-Aktionen in Hannover
- 1975: Waldbrandkatastrophe in der Lüneburger Heide mit fünf getöteten Feuerwehrangehörigen im August 1975
- 1976: Bruch des Elbe-Seitenkanals
- 1977: Gewalttätige Großdemonstration gegen das Kernkraftwerk Grohnde im März 1977
- 1980: Räumung des Hüttendorfes der Republik Freies Wendland im Juni 1980
- 1995–2011: meist jährliche Castortransporte ins Brennelemente-Zwischenlager Gorleben mit Unterstützung der Polizeien anderer Bundesländer und der Bundespolizei (beim 13. Transport 2011 deutschlandweit 20.500 Einsatzkräfte[145]); siehe auch: Transport radioaktiver Abfälle in Deutschland
- 1995: Räumung des Hüttendorfes Anatopia im Emsland im Januar 1995
- 1995: Chaostage im Stadtteil Nordstadt in Hannover im August 1995[146]
- 1998: Eisenbahnunfall von Eschede mit 101 Todesopfern
- 1999: Fahndung nach Gewaltverbrecher Dieter Zurwehme nach vier Morden in Remagen und zwei versuchten Vergewaltigungen im Schaumburger Land sowie in Cuxhaven[147]
- 2000: Expo 2000 in Hannover
- 2006: Fußball-Weltmeisterschaft 2006 mit dem Spielort Hannover
- 2010: Tod von drei Angehörigen des Kampfmittelbeseitigungsdienstes Niedersachsen bei der unkontrollierten Detonation eines Blindgängers mit Langzeitzünder aus dem Zweiten Weltkrieg in Göttingen[148]
- 2024: Einer der größten Suchaktionen in der Geschichte der Bundesrepublik Deutschland[149], nachdem ein sechsjähriger Junge aus Bremervörde-Elm spurlos aus seinem Elternhaus verschwand[150]